# Élections fédérales canadiennes de 2011 au Québec
Les élections fédérales canadiennes de 2011 au Québec sont marquées par la « vague orange » du Nouveau Parti démocratique dans la province : la formation de Jack Layton remporte 59 des 75 sièges québécois à la Chambre des communes, réduisant le Bloc québécois, dominant jusque-là, à seulement quatre sièges.

## Résultats généraux
| Parti                  | Parti                                        | Voix      | %     | +/-           | Sièges | +/-           |
| ---------------------- | -------------------------------------------- | --------- | ----- | ------------- | ------ | ------------- |
|                        | Nouveau Parti démocratique (NPD)             | 1 630 865 | 42,90 | 30,72         | 59     | 58            |
|                        | Bloc québécois (BQ)                          | 891 425   | 23,45 | 14,67         | 4      | 45            |
|                        | Parti conservateur du Canada (PCC)           | 627 961   | 16,52 | 5,16          | 5      | 5             |
|                        | Parti libéral du Canada (PLC)                | 538 537   | 14,17 | 9,57          | 7      | 7             |
|                        | Parti vert du Canada (PVC)                   | 80 402    | 2,11  | 1,36          | 0      | en stagnation |
|                        | Parti marxiste-léniniste du Canada (PMLC)    | 3 509     | 0,09  | 0,01          | 0      | en stagnation |
|                        | Parti Rhinocéros                             | 3 251     | 0,09  | 0,03          | 0      | en stagnation |
|                        | Parti de l'héritage chrétien du Canada (PHC) | 859       | 0,02  | 0,01          | 0      | en stagnation |
|                        | Parti communiste du Canada (PCC)             | 533       | 0,01  | en stagnation | 0      | en stagnation |
|                        | Parti pirate (PPCA)                          | 369       | 0,01  | Nv.           | 0      | en stagnation |
|                        | Parti action canadienne (PAC)                | 250       | 0,01  | Abs.          | 0      | en stagnation |
|                        | Indépendant                                  | 23 819    | 0,63  | 0,01          | 0      | 1             |
|                        |                                              |           |       |               |        |               |
| Suffrages exprimés     | Suffrages exprimés                           | 3 801 780 | 98,67 |               |        |               |
| Votes invalides        | Votes invalides                              | 51 430    | 1,33  |               |        |               |
| Total                  | Total                                        | 3 853 210 | 100   | -             | 75     | en stagnation |
| Abstention             | Abstention                                   | 2 277 097 | 37,14 |               |        |               |
| Inscrits/Participation | Inscrits/Participation                       | 6 130 307 | 62,86 |               |        |               |

### Pourcentage des votes par région
| Région                                  | NPD   | BQ    | PCC   | PLC   | Vert | Autres |
| --------------------------------------- | ----- | ----- | ----- | ----- | ---- | ------ |
|                                         |       |       |       |       |      |        |
| Abitibi-Témiscamingue et Nord-du-Québec | 48,70 | 26,25 | 14,92 | 7,72  | 2,41 |        |
| Bas-Saint-Laurent                       | 39,49 | 25,17 | 26,03 | 7,58  | 1,73 |        |
| Capitale-Nationale                      | 41,74 | 22,26 | 22,25 | 7,78  | 1,83 | 4,15   |
| Centre-du-Québec                        | 39,55 | 31,56 | 18,06 | 8,45  | 2,37 |        |
| Chaudière-Appalaches                    | 32,51 | 13,24 | 45,64 | 6,92  | 1,57 | 0,12   |
| Côte-Nord                               | 48,93 | 31,24 | 11,55 | 5,60  | 2,67 |        |
| Estrie                                  | 46,13 | 26,60 | 11,92 | 13,19 | 2,04 | 0,11   |
| Gaspésie– Îles-de-la-Madeleine          | 27,71 | 33,79 | 16,07 | 20,18 | 2,25 |        |
| Lanaudière                              | 50,86 | 31,33 | 8,29  | 6,45  | 3,07 |        |
| Laurentides                             | 49,34 | 29,81 | 9,12  | 9,46  | 2,21 | 0,07   |
| Laval                                   | 45,79 | 21,33 | 12,31 | 18,16 | 1,94 | 0,47   |
| Mauricie                                | 43,98 | 27,56 | 14,59 | 11,22 | 2,03 | 0,63   |
| Montérégie                              | 45,77 | 27,48 | 11,34 | 12,01 | 2,06 | 1,34   |
| Montréal                                | 38,34 | 18,05 | 13,27 | 27,31 | 2,41 | 0,63   |
| Outaouais                               | 53,03 | 15,84 | 14,09 | 14,93 | 1,84 | 0,26   |
| Saguenay–Lac-Saint-Jean                 | 37,15 | 22,78 | 34,63 | 3,83  | 1,38 | 0,24   |
| Québec entier                           | 42,90 | 23,45 | 16,52 | 14,17 | 2,11 | 0,86   |

## Nombre de candidatures par parti
| Parti | Parti                                        | Chef               | Candidats |
| ----- | -------------------------------------------- | ------------------ | --------- |
|       | Nouveau Parti démocratique (NPD)             | Jack Layton        | 75        |
|       | Bloc québécois (BQ)                          | Gilles Duceppe     | 75        |
|       | Parti conservateur du Canada (PCC)           | Stephen Harper     | 74        |
|       | Parti libéral du Canada (PLC)                | Michael Ignatieff  | 75        |
|       | Parti vert du Canada (PVC)                   | Elizabeth May      | 75        |
|       | Parti marxiste-léniniste du Canada (PMLC)    | Anna Di Carlo      | 22        |
|       | Parti Rhinocéros                             | François Gourd     | 12        |
|       | Parti de l'héritage chrétien du Canada (PHC) | Jim Hnatiuk        | 5         |
|       | Parti communiste du Canada (PCC)             | Miguel Figueroa    | 4         |
|       | Parti pirate (PPCA)                          | Mikkel Paulson     | 1         |
|       | Parti action canadienne (PAC)                | Christopher Porter | 1         |
|       | Indépendant                                  | Indépendant        | 9         |
| Total | Total                                        | Total              | 428       |

## Députés élus par région
| Région                                  | Circonscription                              | Député sortant | Député sortant        | Député sortant | Député élu | Député élu                | Député élu |
| Région                                  | Circonscription                              | Nom            | Nom                   | Parti          | Nom        | Nom                       | Parti      |
| --------------------------------------- | -------------------------------------------- | -------------- | --------------------- | -------------- | ---------- | ------------------------- | ---------- |
| Abitibi-Témiscamingue et Nord-du-Québec | Abitibi—Baie-James—Nunavik—Eeyou             |                | Yvon Lévesque         | BQ             |            | Romeo Saganash            | NPD        |
| Abitibi-Témiscamingue et Nord-du-Québec | Abitibi—Témiscamingue                        |                | Marc Lemay            | BQ             |            | Christine Moore           | NPD        |
| Bas-Saint-Laurent                       | Montmagny—L'Islet—Kamouraska—Rivière-du-Loup |                | Bernard Généreux      | PCC            |            | François Lapointe         | NPD        |
| Bas-Saint-Laurent                       | Rimouski-Neigette—Témiscouata—Les Basques    |                | Claude Guimond        | BQ             |            | Guy Caron                 | NPD        |
| Capitale-Nationale                      | Beauport—Limoilou                            |                | Sylvie Boucher        | PCC            |            | Raymond Côté              | NPD        |
| Capitale-Nationale                      | Charlesbourg—Haute-Saint-Charles             |                | Daniel Petit          | PCC            |            | Anne-Marie Day            | NPD        |
| Capitale-Nationale                      | Louis-Hébert                                 |                | Pascal-Pierre Paillé  | BQ             |            | Denis Blanchette          | NPD        |
| Capitale-Nationale                      | Louis-Saint-Laurent                          |                | Josée Verner          | PCC            |            | Alexandrine Latendresse   | NPD        |
| Capitale-Nationale                      | Montmorency—Charlevoix—Haute-Côte-Nord       |                | Michel Guimond        | BQ             |            | Jonathan Tremblay         | NPD        |
| Capitale-Nationale                      | Portneuf—Jacques-Cartier                     |                | André Arthur          | Ind.           |            | Élaine Michaud            | NPD        |
| Capitale-Nationale                      | Québec                                       |                | Christiane Gagnon     | BQ             |            | Annick Papillon           | NPD        |
| Centre-du-Québec                        | Bas-Richelieu–Nicolet–Bécancour              |                | Louis Plamondon       | BQ             |            | Louis Plamondon           | BQ         |
| Centre-du-Québec                        | Drummond                                     |                | Roger Pomerleau       | BQ             |            | François Choquette        | NPD        |
| Centre-du-Québec                        | Richmond—Arthabaska                          |                | André Bellavance      | BQ             |            | André Bellavance          | BQ         |
| Chaudière-Appalaches                    | Beauce                                       |                | Maxime Bernier        | PCC            |            | Maxime Bernier            | PCC        |
| Chaudière-Appalaches                    | Lévis–Bellechasse                            |                | Steven Blaney         | PCC            |            | Steven Blaney             | PCC        |
| Chaudière-Appalaches                    | Lotbinière—Chutes-de-la-Chaudière            |                | Jacques Gourde        | PCC            |            | Jacques Gourde            | PCC        |
| Chaudière-Appalaches                    | Mégantic—L'Érable                            |                | Christian Paradis     | PCC            |            | Christian Paradis         | PCC        |
| Côte-Nord                               | Manicouagan                                  |                | Gérard Asselin        | BQ             |            | Jonathan Genest-Jourdain  | NPD        |
| Estrie                                  | Brome—Missisquoi                             |                | Christian Ouellet*    | BQ             |            | Pierre Jacob              | NPD        |
| Estrie                                  | Compton—Stanstead                            |                | France Bonsant        | BQ             |            | Jean Rousseau             | NPD        |
| Estrie                                  | Shefford                                     |                | Robert Vincent        | BQ             |            | Réjean Genest             | NPD        |
| Estrie                                  | Sherbrooke                                   |                | Serge Cardin          | BQ             |            | Pierre-Luc Dusseault      | NPD        |
| Gaspésie– Îles-de-la-Madeleine          | Gaspésie—Îles-de-la-Madeleine                |                | Raynald Blais*        | BQ             |            | Philip Toone              | NPD        |
| Gaspésie– Îles-de-la-Madeleine          | Haute-Gaspésie—La Mitis—Matane—Matapédia     |                | Jean-Yves Roy         | BQ             |            | Jean-François Fortin      | BQ         |
| Lanaudière                              | Joliette                                     |                | Pierre Paquette       | BQ             |            | Francine Raynault         | NPD        |
| Lanaudière                              | Montcalm                                     |                | Roger Gaudet          | BQ             |            | Manon Perreault           | NPD        |
| Lanaudière                              | Repentigny                                   |                | Nicolas Dufour        | BQ             |            | Jean-François Larose      | NPD        |
| Laurentides                             | Laurentides—Labelle                          |                | Johanne Deschamps     | BQ             |            | Marc-André Morin          | NPD        |
| Laurentides                             | Rivière-des-Mille-Îles                       |                | Luc Desnoyers         | BQ             |            | Laurin Liu                | NPD        |
| Laurentides                             | Rivière-du-Nord                              |                | Monique Guay          | BQ             |            | Pierre Dionne Labelle     | NPD        |
| Laurentides                             | Terrebonne—Blainville                        |                | Diane Bourgeois       | BQ             |            | Charmaine Borg            | NPD        |
| Laval                                   | Alfred-Pellan                                |                | Robert Carrier        | BQ             |            | Rosane Doré Lefebvre      | NPD        |
| Laval                                   | Laval                                        |                | Nicole Demers         | BQ             |            | José Núñez-Melo           | NPD        |
| Laval                                   | Laval—Les Îles                               |                | Raymonde Folco*       | PLC            |            | François Pilon            | NPD        |
| Laval                                   | Marc-Aurèle-Fortin                           |                | Serge Ménard*         | BQ             |            | Alain Giguère             | NPD        |
| Mauricie                                | Berthier—Maskinongé                          |                | Guy André             | BQ             |            | Ruth Ellen Brosseau       | NPD        |
| Mauricie                                | Saint-Maurice—Champlain                      |                | Jean-Yves Laforest    | BQ             |            | Lise St-Denis             | NPD        |
| Mauricie                                | Trois-Rivières                               |                | Paule Brunelle        | BQ             |            | Robert Aubin              | NPD        |
| Montérégie                              | Beauharnois-Salaberry                        |                | Claude DeBellefeuille | BQ             |            | Anne Minh-Thu Quach       | NPD        |
| Montérégie                              | Chambly—Borduas                              |                | Yves Lessard          | BQ             |            | Matthew Dubé              | NPD        |
| Montérégie                              | Brossard—La Prairie                          |                | Alexandra Mendès      | PLC            |            | Hoang Mai                 | NPD        |
| Montérégie                              | Châteauguay—Saint-Constant                   |                | Carole Freeman        | BQ             |            | Sylvain Chicoine          | NPD        |
| Montérégie                              | Longueuil—Pierre-Boucher                     |                | Jean Dorion           | BQ             |            | Pierre Nantel             | NPD        |
| Montérégie                              | Saint-Bruno—Saint-Hubert                     |                | Carole Lavallée       | BQ             |            | Djaouida Sellah           | NPD        |
| Montérégie                              | Saint-Hyacinthe—Bagot                        |                | Ève-Mary Thaï Thi Lac | BQ             |            | Marie-Claude Morin        | NPD        |
| Montérégie                              | Saint-Jean                                   |                | Claude Bachand        | BQ             |            | Tarik Brahmi              | NPD        |
| Montérégie                              | Saint-Lambert                                |                | Josée Beaudin         | BQ             |            | Sadia Groguhé             | NPD        |
| Montérégie                              | Vaudreuil-Soulanges                          |                | Meili Faille          | BQ             |            | Jamie Nicholls            | NPD        |
| Montérégie                              | Verchères—Les Patriotes                      |                | Luc Malo              | BQ             |            | Sana Hassainia            | NPD        |
| Montréal                                | Ahuntsic                                     |                | Maria Mourani         | BQ             |            | Maria Mourani             | BQ         |
| Montréal                                | Bourassa                                     |                | Denis Coderre         | PLC            |            | Denis Coderre             | PLC        |
| Montréal                                | Hochelaga                                    |                | Daniel Paillé         | BQ             |            | Marjolaine Boutin-Sweet   | NPD        |
| Montréal                                | Honoré-Mercier                               |                | Pablo Rodriguez       | PLC            |            | Paulina Ayala             | NPD        |
| Montréal                                | Jeanne-Le Ber                                |                | Thierry St-Cyr        | BQ             |            | Tyrone Benskin            | NPD        |
| Montréal                                | La Pointe-de-l'Île                           |                | Francine Lalonde*     | BQ             |            | Ève Péclet                | NPD        |
| Montréal                                | Lac-Saint-Louis                              |                | Francis Scarpaleggia  | PLC            |            | Francis Scarpaleggia      | PLC        |
| Montréal                                | LaSalle—Émard                                |                | Lise Zarac            | PLC            |            | Hélène LeBlanc            | NPD        |
| Montréal                                | Laurier—Sainte-Marie                         |                | Gilles Duceppe        | BQ             |            | Hélène Laverdière         | NPD        |
| Montréal                                | Mont-Royal                                   |                | Irwin Cotler          | PLC            |            | Irwin Cotler              | PLC        |
| Montréal                                | Notre-Dame-de-Grâce—Lachine                  |                | Marlene Jennings      | PLC            |            | Isabelle Morin            | NPD        |
| Montréal                                | Outremont                                    |                | Thomas Mulcair        | NPD            |            | Thomas Mulcair            | NPD        |
| Montréal                                | Papineau                                     |                | Justin Trudeau        | PLC            |            | Justin Trudeau            | PLC        |
| Montréal                                | Pierrefonds—Dollard                          |                | Bernard Patry         | PLC            |            | Lysane Blanchette-Lamothe | NPD        |
| Montréal                                | Rosemont—La Petite-Patrie                    |                | Bernard Bigras        | BQ             |            | Alexandre Boulerice       | NPD        |
| Montréal                                | Saint-Laurent—Cartierville                   |                | Stéphane Dion         | PLC            |            | Stéphane Dion             | PLC        |
| Montréal                                | Saint-Léonard—Saint-Michel                   |                | Massimo Pacetti       | PLC            |            | Massimo Pacetti           | PLC        |
| Montréal                                | Westmount—Ville-Marie                        |                | Marc Garneau          | PLC            |            | Marc Garneau              | PLC        |
| Outaouais                               | Argenteuil—Papineau—Mirabel                  |                | Mario Laframboise     | BQ             |            | Mylène Freeman            | NPD        |
| Outaouais                               | Gatineau                                     |                | Richard Nadeau        | BQ             |            | Françoise Boivin          | NPD        |
| Outaouais                               | Hull—Aylmer                                  |                | Marcel Proulx         | PLC            |            | Nycole Turmel             | NPD        |
| Outaouais                               | Pontiac                                      |                | Lawrence Cannon       | PCC            |            | Mathieu Ravignat          | NPD        |
| Saguenay–Lac-Saint-Jean                 | Chicoutimi—Le Fjord                          |                | Robert Bouchard       | BQ             |            | Dany Morin                | NPD        |
| Saguenay–Lac-Saint-Jean                 | Jonquière—Alma                               |                | Jean-Pierre Blackburn | PCC            |            | Claude Patry              | NPD        |
| Saguenay–Lac-Saint-Jean                 | Roberval—Lac-Saint-Jean                      |                | Denis Lebel           | PCC            |            | Denis Lebel               | PCC        |
| * député ne se représentant pas         |                                              |                |                       |                |            |                           |            |

## Résultats par circonscription

### Abitibi-TémiscamingueetNord-du-Québec

#### Abitibi—Baie-James—Nunavik—Eeyou
| Parti                  | Parti                  | Candidat               | Votes  | %     | +/-   | Maj.  |
| ---------------------- | ---------------------- | ---------------------- | ------ | ----- | ----- | ----- |
|                        | NPD                    | Romeo Saganash         | 13 961 | 44,79 | 36,58 | 6 872 |
|                        | Conservateur           | Jean-Maurice Matte     | 7 089  | 22,74 | 7,63  |       |
|                        | Bloc québécois         | Yvon Lévesque          | 5 615  | 18,02 | 21,63 |       |
|                        | Libéral                | Léandre Gervais        | 3 282  | 10,53 | 7,89  |       |
|                        | Vert                   | Johnny Kasudluak       | 1 221  | 3,92  | 0,57  |       |
|                        |                        |                        |        |       |       |       |
| Votes valides          | Votes valides          | Votes valides          | 31 168 | 98,48 |       |       |
| Bulletins nuls         | Bulletins nuls         | Bulletins nuls         | 480    | 1,52  |       |       |
| Total                  | Total                  | Total                  | 31 648 | 100   |       |       |
| Abstention             | Abstention             | Abstention             | 27 677 | 46,65 |       |       |
| Inscrits/Participation | Inscrits/Participation | Inscrits/Participation | 59 325 | 53,35 |       |       |

#### Abitibi—Témiscamingue
| Parti                  | Parti                  | Candidat               | Votes  | %     | +/-   | Maj.  |
| ---------------------- | ---------------------- | ---------------------- | ------ | ----- | ----- | ----- |
|                        | NPD                    | Christine Moore        | 24 763 | 51,22 | 41,72 | 9 505 |
|                        | Bloc québécois         | Marc Lemay             | 15 258 | 31,56 | 16,35 |       |
|                        | Conservateur           | Steven Hébert          | 4 777  | 9,88  | 9,05  |       |
|                        | Libéral                | Suzie Grenon           | 2 859  | 5,91  | 14,82 |       |
|                        | Vert                   | Patrick Rochon         | 694    | 1,44  | 0,79  |       |
|                        |                        |                        |        |       |       |       |
| Votes valides          | Votes valides          | Votes valides          | 48 351 | 98,67 |       |       |
| Bulletins nuls         | Bulletins nuls         | Bulletins nuls         | 654    | 1,33  |       |       |
| Total                  | Total                  | Total                  | 49 005 | 100   |       |       |
| Abstention             | Abstention             | Abstention             | 33 074 | 40,30 |       |       |
| Inscrits/Participation | Inscrits/Participation | Inscrits/Participation | 82 079 | 59,70 |       |       |

### Bas-Saint-Laurent

#### Montmagny—L'Islet—Kamouraska—Rivière-du-Loup
| Parti                  | Parti                  | Candidat               | Votes  | %     | +/-   | Maj. |
| ---------------------- | ---------------------- | ---------------------- | ------ | ----- | ----- | ---- |
|                        | NPD                    | François Lapointe      | 17 285 | 36,36 | 30,91 | 9    |
|                        | Conservateur           | Bernard Généreux,      | 17 276 | 36,34 | 5,70  |      |
|                        | Bloc québécois         | Nathalie Arsenault     | 9 550  | 20,09 | 25,94 |      |
|                        | Libéral                | Andrew Caddell         | 2 743  | 5,77  | 9,58  |      |
|                        | Vert                   | Lynette Tremblay       | 691    | 1,45  | 0,75  |      |
|                        |                        |                        |        |       |       |      |
| Votes valides          | Votes valides          | Votes valides          | 47 545 | 98,60 |       |      |
| Bulletins nuls         | Bulletins nuls         | Bulletins nuls         | 677    | 1,40  |       |      |
| Total                  | Total                  | Total                  | 48 222 | 100   |       |      |
| Abstention             | Abstention             | Abstention             | 30 747 | 38,94 |       |      |
| Inscrits/Participation | Inscrits/Participation | Inscrits/Participation | 78 969 | 61,06 |       |      |

#### Rimouski-Neigette—Témiscouata—Les Basques
| Parti                  | Parti                  | Candidat               | Votes  | %     | +/-   | Maj.  |
| ---------------------- | ---------------------- | ---------------------- | ------ | ----- | ----- | ----- |
|                        | NPD                    | Guy Caron              | 18 360 | 42,98 | 32,50 | 5 190 |
|                        | Bloc québécois         | Claude Guimond         | 13 170 | 30,83 | 14,48 |       |
|                        | Conservateur           | Bertin Denis           | 6 218  | 14,56 | 3,96  |       |
|                        | Libéral                | Pierre Cadieux         | 4 101  | 9,60  | 9,39  |       |
|                        | Vert                   | Clément Pelletier      | 867    | 2,03  | 0,37  |       |
|                        |                        |                        |        |       |       |       |
| Votes valides          | Votes valides          | Votes valides          | 42 716 | 98,96 |       |       |
| Bulletins nuls         | Bulletins nuls         | Bulletins nuls         | 449    | 1,04  |       |       |
| Total                  | Total                  | Total                  | 43 165 | 100   |       |       |
| Abstention             | Abstention             | Abstention             | 25 460 | 37,10 |       |       |
| Inscrits/Participation | Inscrits/Participation | Inscrits/Participation | 68 625 | 62,90 |       |       |

### Capitale-Nationale
| Parti                  | Parti                  | Candidat               | Votes  | %     | +/-   | Maj.   |
| ---------------------- | ---------------------- | ---------------------- | ------ | ----- | ----- | ------ |
|                        | NPD                    | Raymond Côté           | 24 306 | 46,07 | 33,84 | 10 461 |
|                        | Conservateur           | Sylvie Boucher         | 13 845 | 26,24 | 10,52 |        |
|                        | Bloc québécois         | Michel Létourneau      | 10 250 | 19,43 | 13,18 |        |
|                        | Libéral                | Lorraine Chartier      | 3 162  | 5,99  | 8,37  |        |
|                        | Vert                   | Louise Courville       | 950    | 1,80  | 0,98  |        |
|                        | Héritage chrétien      | Anne-Marie Genest      | 124    | 0,24  | Nv.   |        |
|                        | Marxiste-Léniniste     | Claude Moreau          | 122    | 0,23  | Nv.   |        |
|                        |                        |                        |        |       |       |        |
| Votes valides          | Votes valides          | Votes valides          | 52 759 | 98,43 |       |        |
| Bulletins nuls         | Bulletins nuls         | Bulletins nuls         | 843    | 1,57  |       |        |
| Total                  | Total                  | Total                  | 53 602 | 100   |       |        |
| Abstention             | Abstention             | Abstention             | 31 257 | 36,83 |       |        |
| Inscrits/Participation | Inscrits/Participation | Inscrits/Participation | 84 859 | 63,17 |       |        |

| Parti                  | Parti                  | Candidat               | Votes  | %     | +/-   | Maj.  |
| ---------------------- | ---------------------- | ---------------------- | ------ | ----- | ----- | ----- |
|                        | NPD                    | Anne-Marie Day         | 24 131 | 45,01 | 31,92 | 7 911 |
|                        | Conservateur           | Daniel Petit           | 16 220 | 30,26 | 10,89 |       |
|                        | Bloc québécois         | Félix Grenier          | 8 732  | 16,29 | 12,93 |       |
|                        | Libéral                | Martine Gaudreault     | 3 505  | 6,54  | 7,54  |       |
|                        | Vert                   | Simon Verret           | 832    | 1,55  | 0,91  |       |
|                        | Héritage chrétien      | Simon Cormier          | 189    | 0,35  | Nv.   |       |
|                        |                        |                        |        |       |       |       |
| Votes valides          | Votes valides          | Votes valides          | 53 609 | 98,53 |       |       |
| Bulletins nuls         | Bulletins nuls         | Bulletins nuls         | 801    | 1,47  |       |       |
| Total                  | Total                  | Total                  | 54 410 | 100   |       |       |
| Abstention             | Abstention             | Abstention             | 27 935 | 33,92 |       |       |
| Inscrits/Participation | Inscrits/Participation | Inscrits/Participation | 82 345 | 66,08 |       |       |

| Parti                  | Parti                  | Candidat               | Votes  | %     | +/-   | Maj.  |
| ---------------------- | ---------------------- | ---------------------- | ------ | ----- | ----- | ----- |
|                        | NPD                    | Denis Blanchette       | 23 373 | 38,65 | 29,32 | 8 733 |
|                        | Bloc québécois         | Pascal-Pierre Paillé   | 14 640 | 24,21 | 12,02 |       |
|                        | Conservateur           | Pierre Paul-Hus        | 13 207 | 21,84 | 6,37  |       |
|                        | Libéral                | Jean Beaupré           | 8 110  | 13,41 | 10,18 |       |
|                        | Vert                   | Michelle Fontaine      | 996    | 1,65  | 0,78  |       |
|                        | Héritage chrétien      | Marie-Claude Bouffard  | 143    | 0,24  | 0,03  |       |
|                        |                        |                        |        |       |       |       |
| Votes valides          | Votes valides          | Votes valides          | 60 469 | 98,96 |       |       |
| Bulletins nuls         | Bulletins nuls         | Bulletins nuls         | 636    | 1,04  |       |       |
| Total                  | Total                  | Total                  | 61 105 | 100   |       |       |
| Abstention             | Abstention             | Abstention             | 21 655 | 26,17 |       |       |
| Inscrits/Participation | Inscrits/Participation | Inscrits/Participation | 82 760 | 73,83 |       |       |

| Parti                  | Parti                  | Candidat                | Votes  | %     | +/-   | Maj.  |
| ---------------------- | ---------------------- | ----------------------- | ------ | ----- | ----- | ----- |
|                        | NPD                    | Alexandrine Latendresse | 22 629 | 39,87 | 29,42 | 1 295 |
|                        | Conservateur           | Josée Verner            | 21 334 | 37,59 | 9,55  |       |
|                        | Bloc québécois         | France Gangé            | 8 148  | 14,36 | 12,17 |       |
|                        | Libéral                | Philippe Mérel          | 3 612  | 6,36  | 7,00  |       |
|                        | Vert                   | Jean Cloutier           | 857    | 1,51  | 1,00  |       |
|                        | Héritage chrétien      | Daniel Arseneault       | 175    | 0,31  | Nv.   |       |
|                        |                        |                         |        |       |       |       |
| Votes valides          | Votes valides          | Votes valides           | 56 755 | 98,61 |       |       |
| Bulletins nuls         | Bulletins nuls         | Bulletins nuls          | 800    | 1,39  |       |       |
| Total                  | Total                  | Total                   | 57 555 | 100   |       |       |
| Abstention             | Abstention             | Abstention              | 29 390 | 33,80 |       |       |
| Inscrits/Participation | Inscrits/Participation | Inscrits/Participation  | 86 945 | 66,20 |       |       |

| Parti                  | Parti                  | Candidat               | Votes  | %     | +/-   | Maj.  |
| ---------------------- | ---------------------- | ---------------------- | ------ | ----- | ----- | ----- |
|                        | NPD                    | Jonathan Tremblay      | 17 601 | 37,35 | 29,62 | 1 176 |
|                        | Bloc québécois         | Michel Guimond         | 16 425 | 34,85 | 14,03 |       |
|                        | Conservateur           | Michel-Éric Castonguay | 9 660  | 20,50 | 6,85  |       |
|                        | Libéral                | Robert Gauthier        | 2 628  | 5,58  | 7,80  |       |
|                        | Vert                   | François Bédard        | 814    | 1,73  | 0,93  |       |
|                        |                        |                        |        |       |       |       |
| Votes valides          | Votes valides          | Votes valides          | 47 128 | 98,69 |       |       |
| Bulletins nuls         | Bulletins nuls         | Bulletins nuls         | 627    | 1,31  |       |       |
| Total                  | Total                  | Total                  | 47 755 | 100   |       |       |
| Abstention             | Abstention             | Abstention             | 28 906 | 37,71 |       |       |
| Inscrits/Participation | Inscrits/Participation | Inscrits/Participation | 76 661 | 62,29 |       |       |

| Parti                  | Parti                  | Candidat               | Votes  | %     | +/-   | Maj.  |
| ---------------------- | ---------------------- | ---------------------- | ------ | ----- | ----- | ----- |
|                        | NPD                    | Élaine Michaud         | 22 387 | 42,67 | 29,98 | 7 793 |
|                        | Indépendant            | André Arthur           | 14 594 | 27,82 | 5,67  |       |
|                        | Bloc québécois         | Richard Côté           | 10 745 | 20,48 | 11,54 |       |
|                        | Libéral                | Réjean Thériault       | 3 463  | 6,60  | 10,94 |       |
|                        | Vert                   | Claudine Delorme       | 1 279  | 2,44  | 0,83  |       |
|                        |                        |                        |        |       |       |       |
| Votes valides          | Votes valides          | Votes valides          | 52 468 | 98,23 |       |       |
| Bulletins nuls         | Bulletins nuls         | Bulletins nuls         | 946    | 1,77  |       |       |
| Total                  | Total                  | Total                  | 53 414 | 100   |       |       |
| Abstention             | Abstention             | Abstention             | 27 679 | 34,13 |       |       |
| Inscrits/Participation | Inscrits/Participation | Inscrits/Participation | 81 093 | 65,87 |       |       |

#### Québec
| Parti                  | Parti                  | Candidat               | Votes  | %     | +/-   | Maj.  |
| ---------------------- | ---------------------- | ---------------------- | ------ | ----- | ----- | ----- |
|                        | NPD                    | Annick Papillon        | 22 393 | 42,64 | 30,88 | 7 709 |
|                        | Bloc québécois         | Christiane Gagnon      | 14 684 | 27,96 | 13,80 |       |
|                        | Conservateur           | Pierre Morasse         | 9 330  | 17,77 | 7,89  |       |
|                        | Libéral                | François Payeur        | 4 735  | 9,02  | 8,52  |       |
|                        | Vert                   | Yvan Dutil             | 1 144  | 2,18  | 1,09  |       |
|                        | Héritage chrétien      | Stefan Jetchick        | 228    | 0,43  | Nv.   |       |
|                        |                        |                        |        |       |       |       |
| Votes valides          | Votes valides          | Votes valides          | 52 514 | 98,50 |       |       |
| Bulletins nuls         | Bulletins nuls         | Bulletins nuls         | 801    | 1,50  |       |       |
| Total                  | Total                  | Total                  | 53 315 | 100   |       |       |
| Abstention             | Abstention             | Abstention             | 27 293 | 33,86 |       |       |
| Inscrits/Participation | Inscrits/Participation | Inscrits/Participation | 80 608 | 66,14 |       |       |

### Centre-du-Québec

#### Bas-Richelieu—Nicolet—Bécancour
| Parti                  | Parti                  | Candidat               | Votes  | %     | +/-   | Maj.  |
| ---------------------- | ---------------------- | ---------------------- | ------ | ----- | ----- | ----- |
|                        | Bloc québécois         | Louis Plamondon        | 19 046 | 38,30 | 16,37 | 1 341 |
|                        | NPD                    | Krista Lalonde         | 17 705 | 35,60 | 27,43 |       |
|                        | Conservateur           | Charles Cartier        | 6 478  | 13,03 | 5,12  |       |
|                        | Libéral                | Rhéal Blais            | 5 024  | 10,10 | 6,18  |       |
|                        | Vert                   | Anne-Marie Tanguay     | 1 479  | 2,97  | 0,25  |       |
|                        |                        |                        |        |       |       |       |
| Votes valides          | Votes valides          | Votes valides          | 49 732 | 97,92 |       |       |
| Bulletins nuls         | Bulletins nuls         | Bulletins nuls         | 1 058  | 2,08  |       |       |
| Total                  | Total                  | Total                  | 50 790 | 100   |       |       |
| Abstention             | Abstention             | Abstention             | 26 500 | 34,29 |       |       |
| Inscrits/Participation | Inscrits/Participation | Inscrits/Participation | 77 290 | 65,71 |       |       |

#### Drummond
| Parti                  | Parti                  | Candidat               | Votes  | %     | +/-   | Maj.   |
| ---------------------- | ---------------------- | ---------------------- | ------ | ----- | ----- | ------ |
|                        | NPD                    | François Choquette     | 24 489 | 51,64 | 35,21 | 14 079 |
|                        | Bloc québécois         | Roger Pomerleau        | 10 410 | 21,95 | 16,84 |        |
|                        | Conservateur           | Normand W. Bernier     | 7 555  | 15,93 | 9,38  |        |
|                        | Libéral                | Pierre Côté            | 3 979  | 8,39  | 8,56  |        |
|                        | Vert                   | Robin Fortin           | 987    | 2,08  | 0,44  |        |
|                        |                        |                        |        |       |       |        |
| Votes valides          | Votes valides          | Votes valides          | 47 420 | 98,18 |       |        |
| Bulletins nuls         | Bulletins nuls         | Bulletins nuls         | 878    | 1,82  |       |        |
| Total                  | Total                  | Total                  | 48 298 | 100   |       |        |
| Abstention             | Abstention             | Abstention             | 28 982 | 37,50 |       |        |
| Inscrits/Participation | Inscrits/Participation | Inscrits/Participation | 77 280 | 62,50 |       |        |

#### Richmond—Arthabaska
| Parti                  | Parti                  | Candidat               | Votes  | %     | +/-   | Maj. |
| ---------------------- | ---------------------- | ---------------------- | ------ | ----- | ----- | ---- |
|                        | Bloc québécois         | André Bellavance       | 18 033 | 33,83 | 12,19 | 717  |
|                        | NPD                    | Isabelle Maguire       | 17 316 | 32,49 | 23,81 |      |
|                        | Conservateur           | Jean-Philippe Bachand  | 13 145 | 24,66 | 4,36  |      |
|                        | Libéral                | Marie-Josée Talbot     | 3 711  | 6,96  | 5,74  |      |
|                        | Vert                   | Tomy Bombardier        | 1 098  | 2,06  | 0,51  |      |
|                        |                        |                        |        |       |       |      |
| Votes valides          | Votes valides          | Votes valides          | 53 303 | 98,39 |       |      |
| Bulletins nuls         | Bulletins nuls         | Bulletins nuls         | 871    | 1,61  |       |      |
| Total                  | Total                  | Total                  | 54 174 | 100   |       |      |
| Abstention             | Abstention             | Abstention             | 28 463 | 34,44 |       |      |
| Inscrits/Participation | Inscrits/Participation | Inscrits/Participation | 82 637 | 65,56 |       |      |

### Chaudière-Appalaches
| Parti                  | Parti                  | Candidat               | Votes  | %     | +/-   | Maj.   |
| ---------------------- | ---------------------- | ---------------------- | ------ | ----- | ----- | ------ |
|                        | Conservateur           | Maxime Bernier         | 26 799 | 50,71 | 11,70 | 10 968 |
|                        | NPD                    | Serge Bergeron         | 15 831 | 29,95 | 21,43 |        |
|                        | Libéral                | Claude Morin           | 5 833  | 11,04 | 0,72  |        |
|                        | Bloc québécois         | Sylvio Morin           | 3 535  | 6,69  | 7,29  |        |
|                        | Vert                   | Étienne Doyon Lessard  | 852    | 1,61  | 3,16  |        |
|                        |                        |                        |        |       |       |        |
| Votes valides          | Votes valides          | Votes valides          | 52 850 | 98,73 |       |        |
| Bulletins nuls         | Bulletins nuls         | Bulletins nuls         | 681    | 1,27  |       |        |
| Total                  | Total                  | Total                  | 53 531 | 100   |       |        |
| Abstention             | Abstention             | Abstention             | 31 410 | 36,98 |       |        |
| Inscrits/Participation | Inscrits/Participation | Inscrits/Participation | 84 941 | 63,02 |       |        |

| Parti                  | Parti                  | Candidat                | Votes  | %     | +/-   | Maj.  |
| ---------------------- | ---------------------- | ----------------------- | ------ | ----- | ----- | ----- |
|                        | Conservateur           | Steven Blaney           | 25 850 | 43,95 | 1,95  | 5 960 |
|                        | NPD                    | Nicole Laliberté        | 19 890 | 33,81 | 22,97 |       |
|                        | Bloc québécois         | Danielle-Maude Gosselin | 8 757  | 14,89 | 10,57 |       |
|                        | Libéral                | Francis Laforesterie    | 3 421  | 5,82  | 9,24  |       |
|                        | Vert                   | Sacha Dougé             | 903    | 1,54  | 1,00  |       |
|                        |                        |                         |        |       |       |       |
| Votes valides          | Votes valides          | Votes valides           | 58 821 | 98,64 |       |       |
| Bulletins nuls         | Bulletins nuls         | Bulletins nuls          | 808    | 1,36  |       |       |
| Total                  | Total                  | Total                   | 59 629 | 100   |       |       |
| Abstention             | Abstention             | Abstention              | 30 886 | 34,12 |       |       |
| Inscrits/Participation | Inscrits/Participation | Inscrits/Participation  | 90 515 | 65,88 |       |       |

| Parti                  | Parti                  | Candidat               | Votes  | %     | +/-   | Maj. |
| ---------------------- | ---------------------- | ---------------------- | ------ | ----- | ----- | ---- |
|                        | Conservateur           | Jacques Gourde         | 22 460 | 39,88 | 7,39  | 777  |
|                        | NPD                    | Tanya Fradette         | 21 683 | 38,50 | 25,32 |      |
|                        | Bloc québécois         | Gaston Gourde          | 8 381  | 14,88 | 9,70  |      |
|                        | Libéral                | Nicole Larouche        | 2 866  | 5,09  | 7,45  |      |
|                        | Vert                   | Richard Domm           | 936    | 1,66  | 0,78  |      |
|                        |                        |                        |        |       |       |      |
| Votes valides          | Votes valides          | Votes valides          | 56 326 | 98,38 |       |      |
| Bulletins nuls         | Bulletins nuls         | Bulletins nuls         | 926    | 1,62  |       |      |
| Total                  | Total                  | Total                  | 57 252 | 100   |       |      |
| Abstention             | Abstention             | Abstention             | 25 473 | 30,79 |       |      |
| Inscrits/Participation | Inscrits/Participation | Inscrits/Participation | 82 725 | 69,21 |       |      |

| Parti                  | Parti                  | Candidat               | Votes  | %     | +/-   | Maj.   |
| ---------------------- | ---------------------- | ---------------------- | ------ | ----- | ----- | ------ |
|                        | Conservateur           | Christian Paradis      | 21 931 | 49,14 | 2,44  | 10 215 |
|                        | NPD                    | Cheryl Voisine         | 11 716 | 26,25 | 16,79 |        |
|                        | Bloc québécois         | Pierre Turcotte        | 7 481  | 16,76 | 10,96 |        |
|                        | Libéral                | René Roy               | 2 601  | 5,83  | 8,13  |        |
|                        | Vert                   | Wyatt Tessari          | 655    | 1,47  | 0,69  |        |
|                        | PAC                    | Alain Bergeron         | 250    | 0,56  | Nv.   |        |
|                        |                        |                        |        |       |       |        |
| Votes valides          | Votes valides          | Votes valides          | 44 634 | 98,38 |       |        |
| Bulletins nuls         | Bulletins nuls         | Bulletins nuls         | 733    | 1,62  |       |        |
| Total                  | Total                  | Total                  | 45 367 | 100   |       |        |
| Abstention             | Abstention             | Abstention             | 24 871 | 35,41 |       |        |
| Inscrits/Participation | Inscrits/Participation | Inscrits/Participation | 70 238 | 64,59 |       |        |

### Côte-Nord

#### Manicouagan
| Parti                  | Parti                  | Candidat                 | Votes  | %     | +/-   | Maj.  |
| ---------------------- | ---------------------- | ------------------------ | ------ | ----- | ----- | ----- |
|                        | NPD                    | Jonathan Genest-Jourdain | 16 437 | 48,93 | 44,12 | 5 942 |
|                        | Bloc québécois         | Gérard Asselin           | 10 495 | 31,24 | 18,05 |       |
|                        | Conservateur           | Gordon Ferguson          | 3 878  | 11,55 | 15,48 |       |
|                        | Libéral                | André Forbes             | 1 882  | 5,60  | 9,69  |       |
|                        | Vert                   | Jacques Gélineau         | 898    | 2,67  | 0,92  |       |
|                        |                        |                          |        |       |       |       |
| Votes valides          | Votes valides          | Votes valides            | 33 590 | 98,46 |       |       |
| Bulletins nuls         | Bulletins nuls         | Bulletins nuls           | 524    | 1,54  |       |       |
| Total                  | Total                  | Total                    | 34 114 | 100   |       |       |
| Abstention             | Abstention             | Abstention               | 31 534 | 48,03 |       |       |
| Inscrits/Participation | Inscrits/Participation | Inscrits/Participation   | 65 648 | 51,97 |       |       |

### Estrie
| Parti                  | Parti                  | Candidat               | Votes  | %     | +/-   | Maj.   |
| ---------------------- | ---------------------- | ---------------------- | ------ | ----- | ----- | ------ |
|                        | NPD                    | Pierre Jacob           | 22 407 | 42,64 | 33,59 | 10 818 |
|                        | Libéral                | Denis Paradis          | 11 589 | 22,06 | 10,73 |        |
|                        | Bloc québécois         | Christelle Bogosta     | 11 173 | 21,26 | 13,95 |        |
|                        | Conservateur           | Nolan LeBlanc-Bauerle  | 6 256  | 11,91 | 6,75  |        |
|                        | Vert                   | Benoit Lambert         | 1 120  | 2,13  | 1,45  |        |
|                        |                        |                        |        |       |       |        |
| Votes valides          | Votes valides          | Votes valides          | 52 545 | 98,89 |       |        |
| Bulletins nuls         | Bulletins nuls         | Bulletins nuls         | 588    | 1,11  |       |        |
| Total                  | Total                  | Total                  | 53 133 | 100   |       |        |
| Abstention             | Abstention             | Abstention             | 27 238 | 33,89 |       |        |
| Inscrits/Participation | Inscrits/Participation | Inscrits/Participation | 80 371 | 66,11 |       |        |

| Parti                  | Parti                  | Candidat                   | Votes  | %     | +/-   | Maj.   |
| ---------------------- | ---------------------- | -------------------------- | ------ | ----- | ----- | ------ |
|                        | NPD                    | Jean Rousseau              | 24 097 | 47,59 | 36,30 | 10 918 |
|                        | Bloc québécois         | France Bonsant             | 13 179 | 26,03 | 15,83 |        |
|                        | Libéral                | William Hogg               | 6 132  | 12,11 | 10,42 |        |
|                        | Conservateur           | Sandrine Gressard Bélanger | 5 982  | 11,81 | 7,63  |        |
|                        | Vert                   | Gary Caldwell              | 1 241  | 2,45  | 2,43  |        |
|                        |                        |                            |        |       |       |        |
| Votes valides          | Votes valides          | Votes valides              | 50 631 | 98,87 |       |        |
| Bulletins nuls         | Bulletins nuls         | Bulletins nuls             | 580    | 1,13  |       |        |
| Total                  | Total                  | Total                      | 51 211 | 100   |       |        |
| Abstention             | Abstention             | Abstention                 | 29 259 | 36,36 |       |        |
| Inscrits/Participation | Inscrits/Participation | Inscrits/Participation     | 80 470 | 63,64 |       |        |

| Parti                  | Parti                  | Candidat               | Votes  | %     | +/-   | Maj.   |
| ---------------------- | ---------------------- | ---------------------- | ------ | ----- | ----- | ------ |
|                        | NPD                    | Réjean Genest          | 27 575 | 51,09 | 38,58 | 14 960 |
|                        | Bloc québécois         | Robert Vincent         | 12 615 | 23,37 | 19,45 |        |
|                        | Conservateur           | Mélissa Leclerc        | 7 908  | 14,65 | 4,98  |        |
|                        | Libéral                | Bernard Demers         | 4 855  | 8,99  | 12,39 |        |
|                        | Vert                   | Patrick Daoust         | 1 022  | 1,89  | 1,77  |        |
|                        |                        |                        |        |       |       |        |
| Votes valides          | Votes valides          | Votes valides          | 53 975 | 98,40 |       |        |
| Bulletins nuls         | Bulletins nuls         | Bulletins nuls         | 877    | 1,60  |       |        |
| Total                  | Total                  | Total                  | 54 852 | 100   |       |        |
| Abstention             | Abstention             | Abstention             | 29 814 | 35,21 |       |        |
| Inscrits/Participation | Inscrits/Participation | Inscrits/Participation | 84 666 | 64,79 |       |        |

| Parti                  | Parti                  | Candidat                  | Votes  | %     | +/-   | Maj.  |
| ---------------------- | ---------------------- | ------------------------- | ------ | ----- | ----- | ----- |
|                        | NPD                    | Pierre-Luc Dusseault      | 22 415 | 43,10 | 29,99 | 3 750 |
|                        | Bloc québécois         | Serge Cardin              | 18 665 | 35,89 | 14,19 |       |
|                        | Libéral                | Éric Deslauriers          | 5 020  | 9,65  | 9,88  |       |
|                        | Conservateur           | Pierre Harvey             | 4 784  | 9,20  | 7,16  |       |
|                        | Vert                   | Jacques Laberge           | 894    | 1,72  | Abs.  |       |
|                        | Rhinocéros             | Crédible Berlingot Landry | 233    | 0,45  | 0,47  |       |
|                        |                        |                           |        |       |       |       |
| Votes valides          | Votes valides          | Votes valides             | 52 011 | 98,92 |       |       |
| Bulletins nuls         | Bulletins nuls         | Bulletins nuls            | 569    | 1,08  |       |       |
| Total                  | Total                  | Total                     | 52 580 | 100   |       |       |
| Abstention             | Abstention             | Abstention                | 30 338 | 36,59 |       |       |
| Inscrits/Participation | Inscrits/Participation | Inscrits/Participation    | 82 918 | 63,41 |       |       |

### Gaspésie–Îles-de-la-Madeleine

#### Gaspésie—Îles-de-la-Madeleine
| Parti                  | Parti                  | Candidat               | Votes  | %     | +/-   | Maj. |
| ---------------------- | ---------------------- | ---------------------- | ------ | ----- | ----- | ---- |
|                        | NPD                    | Philip Toone           | 12 427 | 33,76 | 26,78 | 777  |
|                        | Bloc québécois         | Daniel Côté            | 11 650 | 31,64 | 8,46  |      |
|                        | Conservateur           | Régent Bastien         | 6 292  | 17,09 | 5,75  |      |
|                        | Libéral                | Jules Duguay           | 5 533  | 15,03 | 11,93 |      |
|                        | Vert                   | Julien Leblanc         | 913    | 2,48  | 0,63  |      |
|                        |                        |                        |        |       |       |      |
| Votes valides          | Votes valides          | Votes valides          | 36 815 | 98,47 |       |      |
| Bulletins nuls         | Bulletins nuls         | Bulletins nuls         | 571    | 1,53  |       |      |
| Total                  | Total                  | Total                  | 37 386 | 100   |       |      |
| Abstention             | Abstention             | Abstention             | 32 043 | 46,15 |       |      |
| Inscrits/Participation | Inscrits/Participation | Inscrits/Participation | 69 429 | 53,85 |       |      |

#### Haute-Gaspésie—La Mitis—Matane—Matapédia
| Parti                  | Parti                  | Candidat               | Votes  | %     | +/-   | Maj.  |
| ---------------------- | ---------------------- | ---------------------- | ------ | ----- | ----- | ----- |
|                        | Bloc québécois         | Jean-François Fortin   | 12 633 | 36,05 | 1,48  | 3 669 |
|                        | Libéral                | Nancy Charest          | 8 964  | 25,58 | 10,02 |       |
|                        | NPD                    | Joanie Boulet          | 7 484  | 21,36 | 16,67 |       |
|                        | Conservateur           | Allen Cormier          | 5 253  | 14,99 | 3,08  |       |
|                        | Vert                   | Louis Drainville       | 707    | 2,02  | 1,55  |       |
|                        |                        |                        |        |       |       |       |
| Votes valides          | Votes valides          | Votes valides          | 35 041 | 98,89 |       |       |
| Bulletins nuls         | Bulletins nuls         | Bulletins nuls         | 393    | 1,11  |       |       |
| Total                  | Total                  | Total                  | 35 434 | 100   |       |       |
| Abstention             | Abstention             | Abstention             | 23 963 | 40,34 |       |       |
| Inscrits/Participation | Inscrits/Participation | Inscrits/Participation | 59 397 | 59,66 |       |       |

### Lanaudière

#### Joliette
| Parti                  | Parti                  | Candidat               | Votes  | %     | +/-   | Maj.  |
| ---------------------- | ---------------------- | ---------------------- | ------ | ----- | ----- | ----- |
|                        | NPD                    | Francine Raynault      | 27 050 | 47,33 | 36,91 | 8 246 |
|                        | Bloc québécois         | Pierre Paquette        | 18 804 | 32,90 | 19,50 |       |
|                        | Conservateur           | Michel Morand          | 5 525  | 9,67  | 8,16  |       |
|                        | Libéral                | François Boucher       | 3 545  | 6,20  | 8,32  |       |
|                        | Vert                   | Annie Durette          | 2 227  | 3,90  | 0,94  |       |
|                        |                        |                        |        |       |       |       |
| Votes valides          | Votes valides          | Votes valides          | 57 151 | 98,44 |       |       |
| Bulletins nuls         | Bulletins nuls         | Bulletins nuls         | 904    | 1,56  |       |       |
| Total                  | Total                  | Total                  | 58 055 | 100   |       |       |
| Abstention             | Abstention             | Abstention             | 33 640 | 36,69 |       |       |
| Inscrits/Participation | Inscrits/Participation | Inscrits/Participation | 91 695 | 63,31 |       |       |

#### Montcalm
| Parti                  | Parti                  | Candidat               | Votes   | %     | +/-   | Maj.   |
| ---------------------- | ---------------------- | ---------------------- | ------- | ----- | ----- | ------ |
|                        | NPD                    | Manon Perreault        | 34 434  | 52,97 | 39,12 | 14 825 |
|                        | Bloc québécois         | Roger Gaudet           | 19 609  | 30,16 | 25,53 |        |
|                        | Conservateur           | Jason Fuoco            | 5 118   | 7,87  | 5,58  |        |
|                        | Libéral                | Yves Dufour            | 3 501   | 5,39  | 8,54  |        |
|                        | Vert                   | Marianne Girard        | 2 347   | 3,61  | 0,53  |        |
|                        |                        |                        |         |       |       |        |
| Votes valides          | Votes valides          | Votes valides          | 65 009  | 98,21 |       |        |
| Bulletins nuls         | Bulletins nuls         | Bulletins nuls         | 1 183   | 1,79  |       |        |
| Total                  | Total                  | Total                  | 66 192  | 100   |       |        |
| Abstention             | Abstention             | Abstention             | 41 485  | 38,53 |       |        |
| Inscrits/Participation | Inscrits/Participation | Inscrits/Participation | 107 677 | 61,47 |       |        |

#### Repentigny
| Parti                  | Parti                  | Candidat               | Votes  | %     | +/-   | Maj.   |
| ---------------------- | ---------------------- | ---------------------- | ------ | ----- | ----- | ------ |
|                        | NPD                    | Jean-François Larose   | 32 131 | 51,92 | 36,77 | 12 889 |
|                        | Bloc québécois         | Nicolas Dufour         | 19 242 | 31,09 | 21,96 |        |
|                        | Libéral                | Chantal Perreault      | 4 830  | 7,80  | 7,17  |        |
|                        | Conservateur           | Christophe Royer       | 4 606  | 7,44  | 6,54  |        |
|                        | Vert                   | Michel Duchaine        | 1 078  | 1,74  | 1,11  |        |
|                        |                        |                        |        |       |       |        |
| Votes valides          | Votes valides          | Votes valides          | 61 887 | 98,51 |       |        |
| Bulletins nuls         | Bulletins nuls         | Bulletins nuls         | 934    | 1,49  |       |        |
| Total                  | Total                  | Total                  | 62 821 | 100   |       |        |
| Abstention             | Abstention             | Abstention             | 31 226 | 33,20 |       |        |
| Inscrits/Participation | Inscrits/Participation | Inscrits/Participation | 94 047 | 66,80 |       |        |

### Laurentides
| Parti                  | Parti                  | Candidat               | Votes  | %     | +/-   | Maj.  |
| ---------------------- | ---------------------- | ---------------------- | ------ | ----- | ----- | ----- |
|                        | NPD                    | Marc-André Morin       | 24 800 | 43,83 | 34,59 | 7 001 |
|                        | Bloc québécois         | Johanne Deschamps      | 17 799 | 31,45 | 15,63 |       |
|                        | Libéral                | Jean-Marc Lacoste      | 7 169  | 12,67 | 14,01 |       |
|                        | Conservateur           | Guy Joncas             | 5 246  | 9,27  | 3,77  |       |
|                        | Vert                   | François Beauchamp     | 1 423  | 2,51  | 1,44  |       |
|                        | Marxiste-léniniste     | Mikaël St-Louis        | 149    | 0,26  | Nv.   |       |
|                        |                        |                        |        |       |       |       |
| Votes valides          | Votes valides          | Votes valides          | 56 586 | 98,79 |       |       |
| Bulletins nuls         | Bulletins nuls         | Bulletins nuls         | 695    | 1,21  |       |       |
| Total                  | Total                  | Total                  | 57 281 | 100   |       |       |
| Abstention             | Abstention             | Abstention             | 34 744 | 37,75 |       |       |
| Inscrits/Participation | Inscrits/Participation | Inscrits/Participation | 92 025 | 62,25 |       |       |

| Parti                  | Parti                  | Candidat               | Votes  | %     | +/-   | Maj.   |
| ---------------------- | ---------------------- | ---------------------- | ------ | ----- | ----- | ------ |
|                        | NPD                    | Laurin Liu             | 25 639 | 49,21 | 35,95 | 10 766 |
|                        | Bloc québécois         | Luc Desnoyers          | 14 873 | 28,55 | 17,13 |        |
|                        | Libéral                | Denis Joannette        | 5 300  | 10,17 | 7,19  |        |
|                        | Conservateur           | Lucie Leblanc          | 5 057  | 9,71  | 9,79  |        |
|                        | Vert                   | Gilles Bisson          | 1 229  | 2,36  | 1,84  |        |
|                        |                        |                        |        |       |       |        |
| Votes valides          | Votes valides          | Votes valides          | 52 098 | 98,17 |       |        |
| Bulletins nuls         | Bulletins nuls         | Bulletins nuls         | 973    | 1,83  |       |        |
| Total                  | Total                  | Total                  | 53 071 | 100   |       |        |
| Abstention             | Abstention             | Abstention             | 26 618 | 33,40 |       |        |
| Inscrits/Participation | Inscrits/Participation | Inscrits/Participation | 79 689 | 66,60 |       |        |

| Parti                  | Parti                  | Candidat               | Votes  | %     | +/-   | Maj.   |
| ---------------------- | ---------------------- | ---------------------- | ------ | ----- | ----- | ------ |
|                        | NPD                    | Pierre Dionne Labelle  | 29 603 | 55,28 | 40,80 | 14 498 |
|                        | Bloc québécois         | Monique Guay           | 15 105 | 28,21 | 25,36 |        |
|                        | Conservateur           | Sylvain Charron        | 4 469  | 8,35  | 6,10  |        |
|                        | Libéral                | Jonathan Juteau        | 3 400  | 6,35  | 7,26  |        |
|                        | Vert                   | René Piché             | 972    | 1,82  | 1,52  |        |
|                        |                        |                        |        |       |       |        |
| Votes valides          | Votes valides          | Votes valides          | 53 549 | 98,38 |       |        |
| Bulletins nuls         | Bulletins nuls         | Bulletins nuls         | 880    | 1,62  |       |        |
| Total                  | Total                  | Total                  | 54 429 | 100   |       |        |
| Abstention             | Abstention             | Abstention             | 36 209 | 39,95 |       |        |
| Inscrits/Participation | Inscrits/Participation | Inscrits/Participation | 90 638 | 60,05 |       |        |

| Parti                  | Parti                  | Candidat               | Votes  | %     | +/-   | Maj.   |
| ---------------------- | ---------------------- | ---------------------- | ------ | ----- | ----- | ------ |
|                        | NPD                    | Charmaine Borg         | 28 260 | 49,34 | 35,88 | 10 597 |
|                        | Bloc québécois         | Diane Bourgeois        | 17 663 | 30,84 | 21,51 |        |
|                        | Conservateur           | Jean-Philippe Payment  | 5 236  | 9,14  | 4,83  |        |
|                        | Libéral                | Robert Frégeau         | 4 893  | 8,54  | 7,99  |        |
|                        | Vert                   | Michel Paulette        | 1 219  | 2,13  | 1,04  |        |
|                        |                        |                        |        |       |       |        |
| Votes valides          | Votes valides          | Votes valides          | 57 271 | 98,24 |       |        |
| Bulletins nuls         | Bulletins nuls         | Bulletins nuls         | 1 025  | 1,76  |       |        |
| Total                  | Total                  | Total                  | 58 296 | 100   |       |        |
| Abstention             | Abstention             | Abstention             | 30 438 | 34,30 |       |        |
| Inscrits/Participation | Inscrits/Participation | Inscrits/Participation | 88 734 | 65,70 |       |        |

### Laval
| Parti                  | Parti                  | Candidat               | Votes  | %     | +/-   | Maj.   |
| ---------------------- | ---------------------- | ---------------------- | ------ | ----- | ----- | ------ |
|                        | NPD                    | Rosane Doré Lefebvre   | 23 098 | 42,09 | 30,06 | 10 594 |
|                        | Bloc québécois         | Robert Carrier         | 12 504 | 22,79 | 16,04 |        |
|                        | Libéral                | Angelo Iacono          | 12 070 | 22,00 | 7,27  |        |
|                        | Conservateur           | Pierre Lefebvre        | 6 157  | 11,22 | 5,04  |        |
|                        | Vert                   | Dylan Perceval-Maxwell | 798    | 1,45  | 1,68  |        |
|                        | Indépendant            | Régent Millette        | 245    | 0,45  | 0,04  |        |
|                        |                        |                        |        |       |       |        |
| Votes valides          | Votes valides          | Votes valides          | 54 872 | 98,66 |       |        |
| Bulletins nuls         | Bulletins nuls         | Bulletins nuls         | 745    | 1,34  |       |        |
| Total                  | Total                  | Total                  | 55 617 | 100   |       |        |
| Abstention             | Abstention             | Abstention             | 29 013 | 34,28 |       |        |
| Inscrits/Participation | Inscrits/Participation | Inscrits/Participation | 84 630 | 65,72 |       |        |

| Parti                  | Parti                  | Candidat               | Votes  | %     | +/-           | Maj.   |
| ---------------------- | ---------------------- | ---------------------- | ------ | ----- | ------------- | ------ |
|                        | NPD                    | José Núñez-Melo        | 22 050 | 43,33 | 30,87         | 10 483 |
|                        | Bloc québécois         | Nicole Demers          | 11 567 | 22,73 | 15,07         |        |
|                        | Libéral                | Eva Nassif             | 9 422  | 18,51 | 9,59          |        |
|                        | Conservateur           | Robert Malo            | 6 366  | 12,51 | 5,51          |        |
|                        | Vert                   | Jocelyne Leduc         | 1 260  | 2,48  | 0,70          |        |
|                        | Marxiste-léniniste     | Yvon Breton            | 224    | 0,44  | en stagnation |        |
|                        |                        |                        |        |       |               |        |
| Votes valides          | Votes valides          | Votes valides          | 50 889 | 98,57 |               |        |
| Bulletins nuls         | Bulletins nuls         | Bulletins nuls         | 738    | 1,43  |               |        |
| Total                  | Total                  | Total                  | 51 627 | 100   |               |        |
| Abstention             | Abstention             | Abstention             | 33 577 | 39,41 |               |        |
| Inscrits/Participation | Inscrits/Participation | Inscrits/Participation | 85 204 | 60,59 |               |        |

| Parti                  | Parti                  | Candidat               | Votes  | %     | +/-   | Maj.   |
| ---------------------- | ---------------------- | ---------------------- | ------ | ----- | ----- | ------ |
|                        | NPD                    | François Pilon         | 25 703 | 47,64 | 36,17 | 14 595 |
|                        | Libéral                | Karine Joizil          | 11 108 | 20,59 | 19,86 |        |
|                        | Conservateur           | Zaki Ghavitian         | 8 587  | 15,92 | 4,71  |        |
|                        | Bloc québécois         | Mohamedali Jetha       | 7 022  | 13,02 | 10,53 |        |
|                        | Vert                   | Brent Neil             | 966    | 1,79  | 1,49  |        |
|                        | Parti pirate           | Stéphane Bakhos        | 369    | 0,68  | Nv.   |        |
|                        | Marxiste-léniniste     | Polyvios Tsakanikas    | 194    | 0,36  | Abs.  |        |
|                        |                        |                        |        |       |       |        |
| Votes valides          | Votes valides          | Votes valides          | 53 949 | 98,72 |       |        |
| Bulletins nuls         | Bulletins nuls         | Bulletins nuls         | 702    | 1,28  |       |        |
| Total                  | Total                  | Total                  | 54 651 | 100   |       |        |
| Abstention             | Abstention             | Abstention             | 38 104 | 41,08 |       |        |
| Inscrits/Participation | Inscrits/Participation | Inscrits/Participation | 92 755 | 58,92 |       |        |

| Parti                  | Parti                  | Candidat                       | Votes  | %     | +/-   | Maj.   |
| ---------------------- | ---------------------- | ------------------------------ | ------ | ----- | ----- | ------ |
|                        | NPD                    | Alain Giguère                  | 29 107 | 49,68 | 37,37 | 13 637 |
|                        | Bloc québécois         | Marie-France Charbonneau       | 15 470 | 26,40 | 19,13 |        |
|                        | Libéral                | Eduardo Gonzalo Agurto Catalán | 7 035  | 12,01 | 12,45 |        |
|                        | Conservateur           | Johanne Théorêt                | 5 768  | 9,85  | 3,97  |        |
|                        | Vert                   | Charles Sicotte                | 1 208  | 2,06  | 1,82  |        |
|                        |                        |                                |        |       |       |        |
| Votes valides          | Votes valides          | Votes valides                  | 58 588 | 98,73 |       |        |
| Bulletins nuls         | Bulletins nuls         | Bulletins nuls                 | 751    | 1,27  |       |        |
| Total                  | Total                  | Total                          | 59 339 | 100   |       |        |
| Abstention             | Abstention             | Abstention                     | 28 584 | 32,51 |       |        |
| Inscrits/Participation | Inscrits/Participation | Inscrits/Participation         | 87 923 | 67,49 |       |        |

### Mauricie

#### Berthier—Maskinongé
| Parti                  | Parti                  | Candidat               | Votes  | %     | +/-   | Maj.  |
| ---------------------- | ---------------------- | ---------------------- | ------ | ----- | ----- | ----- |
|                        | NPD                    | Ruth Ellen Brosseau    | 22 403 | 39,58 | 29,14 | 5 735 |
|                        | Bloc québécois         | Guy André              | 16 668 | 29,45 | 16,38 |       |
|                        | Libéral                | Francine Gaudet        | 8 060  | 14,24 | 4,20  |       |
|                        | Conservateur           | Marie-Claude Godue     | 7 904  | 13,96 | 8,23  |       |
|                        | Vert                   | Léonie Matteau         | 1 196  | 2,11  | 1,00  |       |
|                        | Rhinocéros             | Martin Jubinville      | 373    | 0,66  | Abs.  |       |
|                        |                        |                        |        |       |       |       |
| Votes valides          | Votes valides          | Votes valides          | 56 604 | 98,02 |       |       |
| Bulletins nuls         | Bulletins nuls         | Bulletins nuls         | 1 142  | 1,98  |       |       |
| Total                  | Total                  | Total                  | 57 746 | 100   |       |       |
| Abstention             | Abstention             | Abstention             | 33 092 | 36,43 |       |       |
| Inscrits/Participation | Inscrits/Participation | Inscrits/Participation | 90 838 | 63,57 |       |       |

#### Saint-Maurice—Champlain
| Parti                  | Parti                  | Candidat               | Votes  | %     | +/-   | Maj.  |
| ---------------------- | ---------------------- | ---------------------- | ------ | ----- | ----- | ----- |
|                        | NPD                    | Lise St-Denis          | 18 628 | 39,07 | 31,31 | 4 667 |
|                        | Bloc québécois         | Jean-Yves Laforest     | 13 961 | 29,28 | 14,68 |       |
|                        | Conservateur           | Jacques Grenier        | 8 447  | 17,72 | 6,17  |       |
|                        | Libéral                | Yves Tousignant        | 5 670  | 11,89 | 9,13  |       |
|                        | Vert                   | Pierre Audette         | 972    | 2,04  | 1,33  |       |
|                        |                        |                        |        |       |       |       |
| Votes valides          | Votes valides          | Votes valides          | 47 678 | 97,56 |       |       |
| Bulletins nuls         | Bulletins nuls         | Bulletins nuls         | 1 193  | 2,44  |       |       |
| Total                  | Total                  | Total                  | 48 871 | 100   |       |       |
| Abstention             | Abstention             | Abstention             | 31 663 | 39,32 |       |       |
| Inscrits/Participation | Inscrits/Participation | Inscrits/Participation | 80 534 | 60,68 |       |       |

#### Trois-Rivières
| Parti                  | Parti                  | Candidat               | Votes  | %     | +/-   | Maj.   |
| ---------------------- | ---------------------- | ---------------------- | ------ | ----- | ----- | ------ |
|                        | NPD                    | Robert Aubin           | 26 981 | 53,57 | 44,39 | 14 994 |
|                        | Bloc québécois         | Paule Brunelle         | 11 987 | 23,80 | 21,47 |        |
|                        | Conservateur           | Pierre Lacroix         | 6 205  | 12,32 | 11,92 |        |
|                        | Libéral                | Patrice Mangin         | 3 617  | 7,18  | 11,02 |        |
|                        | Vert                   | Louis Lacroix          | 972    | 1,93  | 1,18  |        |
|                        | Indépendant            | Marc-André Fortin      | 346    | 0,69  | N/A   |        |
|                        | Rhinocéros             | Francis Arsenault      | 256    | 0,51  | Abs.  |        |
|                        |                        |                        |        |       |       |        |
| Votes valides          | Votes valides          | Votes valides          | 50 364 | 98,27 |       |        |
| Bulletins nuls         | Bulletins nuls         | Bulletins nuls         | 889    | 1,73  |       |        |
| Total                  | Total                  | Total                  | 51 253 | 100   |       |        |
| Abstention             | Abstention             | Abstention             | 28 267 | 35,55 |       |        |
| Inscrits/Participation | Inscrits/Participation | Inscrits/Participation | 79 520 | 64,45 |       |        |

### Montérégie
| Parti                  | Parti                  | Candidat               | Votes  | %     | +/-   | Maj.  |
| ---------------------- | ---------------------- | ---------------------- | ------ | ----- | ----- | ----- |
|                        | NPD                    | Anne Minh-Thu Quach    | 23 998 | 43,80 | 32,24 | 5 816 |
|                        | Bloc québécois         | Claude DeBellefeuille  | 18 182 | 33,18 | 16,89 |       |
|                        | Conservateur           | David Couturier        | 7 049  | 12,87 | 7,34  |       |
|                        | Libéral                | François Deslandres    | 4 559  | 8,32  | 6,56  |       |
|                        | Vert                   | Rémi Pelletier         | 1 003  | 1,83  | 1,45  |       |
|                        |                        |                        |        |       |       |       |
| Votes valides          | Votes valides          | Votes valides          | 54 791 | 98,60 |       |       |
| Bulletins nuls         | Bulletins nuls         | Bulletins nuls         | 778    | 1,40  |       |       |
| Total                  | Total                  | Total                  | 55 569 | 100   |       |       |
| Abstention             | Abstention             | Abstention             | 33 885 | 37,88 |       |       |
| Inscrits/Participation | Inscrits/Participation | Inscrits/Participation | 89 454 | 62,12 |       |       |

| Parti                  | Parti                  | Candidat               | Votes  | %     | +/-   | Maj.  |
| ---------------------- | ---------------------- | ---------------------- | ------ | ----- | ----- | ----- |
|                        | NPD                    | Hoang Mai              | 25 512 | 41,02 | 28,31 | 8 536 |
|                        | Libéral                | Alexandra Mendès       | 16 976 | 27,30 | 5,29  |       |
|                        | Bloc québécois         | Marcel Lussier         | 10 890 | 17,51 | 14,96 |       |
|                        | Conservateur           | Maurice Brossard       | 7 806  | 12,55 | 6,32  |       |
|                        | Vert                   | Kevin Murphy           | 900    | 1,45  | 1,65  |       |
|                        | Marxiste-léniniste     | Normand Chouinard      | 110    | 0,18  | 0,09  |       |
|                        |                        |                        |        |       |       |       |
| Votes valides          | Votes valides          | Votes valides          | 62 194 | 99,09 |       |       |
| Bulletins nuls         | Bulletins nuls         | Bulletins nuls         | 569    | 0,91  |       |       |
| Total                  | Total                  | Total                  | 62 763 | 100   |       |       |
| Abstention             | Abstention             | Abstention             | 34 032 | 35,16 |       |       |
| Inscrits/Participation | Inscrits/Participation | Inscrits/Participation | 96 795 | 64,84 |       |       |

| Parti                  | Parti                  | Candidat                | Votes  | %     | +/-   | Maj.   |
| ---------------------- | ---------------------- | ----------------------- | ------ | ----- | ----- | ------ |
|                        | NPD                    | Matthew Dubé            | 29 591 | 42,74 | 28,56 | 10 444 |
|                        | Bloc québécois         | Yves Lessard            | 19 147 | 27,65 | 22,43 |        |
|                        | Indépendant            | Jean-François Mercier   | 7 843  | 11,33 | N/A   |        |
|                        | Libéral                | Bernard DeLorme         | 6 165  | 8,90  | 7,88  |        |
|                        | Conservateur           | Nathalie Ferland Drolet | 5 425  | 7,83  | 7,24  |        |
|                        | Vert                   | Nicholas Lescarbeau     | 1 072  | 1,55  | 2,33  |        |
|                        |                        |                         |        |       |       |        |
| Votes valides          | Votes valides          | Votes valides           | 69 243 | 99,11 |       |        |
| Bulletins nuls         | Bulletins nuls         | Bulletins nuls          | 621    | 0,89  |       |        |
| Total                  | Total                  | Total                   | 69 864 | 100   |       |        |
| Abstention             | Abstention             | Abstention              | 29 346 | 29,58 |       |        |
| Inscrits/Participation | Inscrits/Participation | Inscrits/Participation  | 99 210 | 70,42 |       |        |

| Parti                  | Parti                  | Candidat               | Votes  | %     | +/-   | Maj.   |
| ---------------------- | ---------------------- | ---------------------- | ------ | ----- | ----- | ------ |
|                        | NPD                    | Sylvain Chicoine       | 29 156 | 52,04 | 37,03 | 14 199 |
|                        | Bloc québécois         | Carole Freeman         | 14 957 | 26,70 | 18,88 |        |
|                        | Conservateur           | André Turcôt           | 5 756  | 10,27 | 7,59  |        |
|                        | Libéral                | Linda Schwey           | 5 069  | 9,05  | 9,31  |        |
|                        | Vert                   | Clara Kwan             | 923    | 1,65  | 1,54  |        |
|                        | Marxiste-léniniste     | Linda Sullivan         | 162    | 0,29  | Nv.   |        |
|                        |                        |                        |        |       |       |        |
| Votes valides          | Votes valides          | Votes valides          | 56 023 | 98,62 |       |        |
| Bulletins nuls         | Bulletins nuls         | Bulletins nuls         | 786    | 1,38  |       |        |
| Total                  | Total                  | Total                  | 56 809 | 100   |       |        |
| Abstention             | Abstention             | Abstention             | 32 099 | 36,10 |       |        |
| Inscrits/Participation | Inscrits/Participation | Inscrits/Participation | 88 908 | 63,90 |       |        |

| Parti                  | Parti                  | Candidat               | Votes  | %     | +/-   | Maj.   |
| ---------------------- | ---------------------- | ---------------------- | ------ | ----- | ----- | ------ |
|                        | NPD                    | Pierre Nantel          | 27 119 | 51,93 | 37,92 | 12 938 |
|                        | Bloc québécois         | Jean Dorion            | 14 181 | 27,16 | 18,96 |        |
|                        | Libéral                | Kévan Falsafi          | 5 321  | 10,19 | 11,60 |        |
|                        | Conservateur           | Richard Bélisle        | 4 339  | 8,31  | 6,07  |        |
|                        | Vert                   | Valérie St-Amant       | 1 032  | 1,98  | 1,52  |        |
|                        | Marxiste-léniniste     | Serge Patenaude        | 228    | 0,44  | 0,23  |        |
|                        |                        |                        |        |       |       |        |
| Votes valides          | Votes valides          | Votes valides          | 52 220 | 98,77 |       |        |
| Bulletins nuls         | Bulletins nuls         | Bulletins nuls         | 650    | 1,23  |       |        |
| Total                  | Total                  | Total                  | 52 870 | 100   |       |        |
| Abstention             | Abstention             | Abstention             | 25 921 | 32,90 |       |        |
| Inscrits/Participation | Inscrits/Participation | Inscrits/Participation | 78 791 | 67,10 |       |        |

| Parti                  | Parti                  | Candidat                  | Votes  | %     | +/-   | Maj.  |
| ---------------------- | ---------------------- | ------------------------- | ------ | ----- | ----- | ----- |
|                        | NPD                    | Djaouida Sellah           | 24 361 | 44,64 | 31,10 | 8 977 |
|                        | Bloc québécois         | Carole Lavallée           | 15 384 | 28,19 | 16,80 |       |
|                        | Libéral                | Michel Picard             | 7 423  | 13,60 | 8,65  |       |
|                        | Conservateur           | Micole Charbonneau Barron | 5 887  | 10,79 | 4,59  |       |
|                        | Vert                   | Germain Denoncourt        | 1 523  | 2,79  | 1,05  |       |
|                        |                        |                           |        |       |       |       |
| Votes valides          | Votes valides          | Votes valides             | 54 578 | 98,59 |       |       |
| Bulletins nuls         | Bulletins nuls         | Bulletins nuls            | 780    | 1,41  |       |       |
| Total                  | Total                  | Total                     | 55 358 | 100   |       |       |
| Abstention             | Abstention             | Abstention                | 27 023 | 32,80 |       |       |
| Inscrits/Participation | Inscrits/Participation | Inscrits/Participation    | 82 381 | 67,20 |       |       |

| Parti                  | Parti                  | Candidat                  | Votes  | %     | +/-   | Maj.   |
| ---------------------- | ---------------------- | ------------------------- | ------ | ----- | ----- | ------ |
|                        | NPD                    | Marie-Claude Morin        | 26 963 | 52,36 | 38,35 | 14 312 |
|                        | Bloc québécois         | Ève-Mary Thaï Thi Lac     | 12 651 | 24,57 | 22,79 |        |
|                        | Conservateur           | Jean-Guy Dagenais         | 8 108  | 15,74 | 5,51  |        |
|                        | Libéral                | Denis Vallée              | 2 784  | 5,41  | 8,45  |        |
|                        | Vert                   | Johany Beaudoin-Bussières | 994    | 1,93  | 1,58  |        |
|                        |                        |                           |        |       |       |        |
| Votes valides          | Votes valides          | Votes valides             | 51 500 | 98,35 |       |        |
| Bulletins nuls         | Bulletins nuls         | Bulletins nuls            | 863    | 1,65  |       |        |
| Total                  | Total                  | Total                     | 52 363 | 100   |       |        |
| Abstention             | Abstention             | Abstention                | 26 926 | 33,96 |       |        |
| Inscrits/Participation | Inscrits/Participation | Inscrits/Participation    | 79 289 | 66,04 |       |        |

| Parti                  | Parti                  | Candidat               | Votes  | %     | +/-   | Maj.  |
| ---------------------- | ---------------------- | ---------------------- | ------ | ----- | ----- | ----- |
|                        | NPD                    | Tarik Brahmi           | 24 943 | 47,48 | 37,13 | 8 920 |
|                        | Bloc québécois         | Claude Bachand         | 16 023 | 30,50 | 19,11 |       |
|                        | Conservateur           | Jean Thouin            | 5 603  | 10,66 | 6,71  |       |
|                        | Libéral                | Robert David           | 4 644  | 8,84  | 8,81  |       |
|                        | Vert                   | Pierre Tremblay        | 1 326  | 2,52  | 1,52  |       |
|                        |                        |                        |        |       |       |       |
| Votes valides          | Votes valides          | Votes valides          | 52 539 | 98,39 |       |       |
| Bulletins nuls         | Bulletins nuls         | Bulletins nuls         | 862    | 1,61  |       |       |
| Total                  | Total                  | Total                  | 53 401 | 100   |       |       |
| Abstention             | Abstention             | Abstention             | 32 376 | 37,74 |       |       |
| Inscrits/Participation | Inscrits/Participation | Inscrits/Participation | 85 777 | 62,26 |       |       |

| Parti                  | Parti                  | Candidat               | Votes  | %     | +/-   | Maj.  |
| ---------------------- | ---------------------- | ---------------------- | ------ | ----- | ----- | ----- |
|                        | NPD                    | Sadia Groguhé          | 18 705 | 42,65 | 28,19 | 7 352 |
|                        | Bloc québécois         | Josée Beaudin          | 11 353 | 25,88 | 11,75 |       |
|                        | Libéral                | Roxane Stanners        | 8 463  | 19,30 | 9,20  |       |
|                        | Conservateur           | Qais Hamidi            | 4 396  | 10,02 | 5,79  |       |
|                        | Vert                   | Carmen Budilean        | 944    | 2,15  | 1,45  |       |
|                        |                        |                        |        |       |       |       |
| Votes valides          | Votes valides          | Votes valides          | 43 861 | 98,69 |       |       |
| Bulletins nuls         | Bulletins nuls         | Bulletins nuls         | 584    | 1,31  |       |       |
| Total                  | Total                  | Total                  | 44 445 | 100   |       |       |
| Abstention             | Abstention             | Abstention             | 29 078 | 39,55 |       |       |
| Inscrits/Participation | Inscrits/Participation | Inscrits/Participation | 73 523 | 60,45 |       |       |

| Parti                  | Parti                  | Candidat               | Votes   | %     | +/-   | Maj.   |
| ---------------------- | ---------------------- | ---------------------- | ------- | ----- | ----- | ------ |
|                        | NPD                    | Jamie Nicholls         | 30 177  | 43,61 | 33,98 | 12 396 |
|                        | Bloc québécois         | Meili Faille           | 17 781  | 25,69 | 15,65 |        |
|                        | Conservateur           | Marc Boudreau          | 11 360  | 16,41 | 7,28  |        |
|                        | Libéral                | Lyne Pelchat           | 8 023   | 11,59 | 9,74  |        |
|                        | Vert                   | Jean-Yves Massenet     | 1 864   | 2,69  | 1,32  |        |
|                        |                        |                        |         |       |       |        |
| Votes valides          | Votes valides          | Votes valides          | 69 205  | 98,91 |       |        |
| Bulletins nuls         | Bulletins nuls         | Bulletins nuls         | 763     | 1,09  |       |        |
| Total                  | Total                  | Total                  | 69 968  | 100   |       |        |
| Abstention             | Abstention             | Abstention             | 34 357  | 32,93 |       |        |
| Inscrits/Participation | Inscrits/Participation | Inscrits/Participation | 104 325 | 67,07 |       |        |

#### Verchères—Les Patriotes
| Parti                  | Parti                  | Candidat                   | Votes  | %     | +/-   | Maj.  |
| ---------------------- | ---------------------- | -------------------------- | ------ | ----- | ----- | ----- |
|                        | NPD                    | Sana Hassainia             | 24 514 | 43,31 | 27,86 | 3 921 |
|                        | Bloc québécois         | Luc Malo                   | 20 593 | 36,38 | 14,47 |       |
|                        | Libéral                | Pier-Luc Therrien-Péloquin | 5 352  | 9,46  | 6,88  |       |
|                        | Conservateur           | Rodrigo Alfaro             | 4 884  | 8,63  | 5,63  |       |
|                        | Vert                   | Thomas Lapierre            | 1 259  | 2,22  | 0,87  |       |
|                        |                        |                            |        |       |       |       |
| Votes valides          | Votes valides          | Votes valides              | 56 602 | 98,48 |       |       |
| Bulletins nuls         | Bulletins nuls         | Bulletins nuls             | 871    | 1,52  |       |       |
| Total                  | Total                  | Total                      | 57 473 | 100   |       |       |
| Abstention             | Abstention             | Abstention                 | 22 999 | 28,58 |       |       |
| Inscrits/Participation | Inscrits/Participation | Inscrits/Participation     | 80 472 | 71,42 |       |       |

### Montréal
| Parti                  | Parti                  | Candidat                | Votes  | %     | +/-   | Maj. |
| ---------------------- | ---------------------- | ----------------------- | ------ | ----- | ----- | ---- |
|                        | Bloc québécois         | Maria Mourani           | 14 908 | 31,80 | 7,69  | 708  |
|                        | NPD                    | Chantal Reeves          | 14 200 | 30,29 | 21,32 |      |
|                        | Libéral                | Noushig Eloyan          | 13 087 | 27,91 | 10,69 |      |
|                        | Conservateur           | Constantin Kiryakidis   | 3 770  | 8,04  | 2,32  |      |
|                        | Vert                   | Ted Kouretas            | 620    | 1,32  | 1,26  |      |
|                        | Rhinocéros             | Jean-Olivier Berthiaume | 299    | 0,64  | Abs.  |      |
|                        |                        |                         |        |       |       |      |
| Votes valides          | Votes valides          | Votes valides           | 46 884 | 98,91 |       |      |
| Bulletins nuls         | Bulletins nuls         | Bulletins nuls          | 516    | 1,09  |       |      |
| Total                  | Total                  | Total                   | 47 400 | 100   |       |      |
| Abstention             | Abstention             | Abstention              | 25 854 | 35,29 |       |      |
| Inscrits/Participation | Inscrits/Participation | Inscrits/Participation  | 73 254 | 64,71 |       |      |

| Parti                  | Parti                  | Candidat               | Votes  | %     | +/-   | Maj.  |
| ---------------------- | ---------------------- | ---------------------- | ------ | ----- | ----- | ----- |
|                        | Libéral                | Denis Coderre          | 15 550 | 40,91 | 8,88  | 3 280 |
|                        | NPD                    | Julie Demers           | 12 270 | 32,28 | 24,29 |       |
|                        | Bloc québécois         | Daniel Mailhot         | 6 105  | 16,06 | 9,36  |       |
|                        | Conservateur           | David Azoulay          | 3 354  | 8,82  | 4,73  |       |
|                        | Vert                   | Tiziana Centazzo       | 613    | 1,61  | 1,31  |       |
|                        | Marxiste-léniniste     | Geneviève Royer        | 121    | 0,32  | 0,01  |       |
|                        |                        |                        |        |       |       |       |
| Votes valides          | Votes valides          | Votes valides          | 38 013 | 98,23 |       |       |
| Bulletins nuls         | Bulletins nuls         | Bulletins nuls         | 685    | 1,77  |       |       |
| Total                  | Total                  | Total                  | 38 698 | 100   |       |       |
| Abstention             | Abstention             | Abstention             | 31 509 | 44,88 |       |       |
| Inscrits/Participation | Inscrits/Participation | Inscrits/Participation | 70 207 | 55,12 |       |       |

| Parti                  | Parti                  | Candidat                 | Votes  | %     | +/-   | Maj.  |
| ---------------------- | ---------------------- | ------------------------ | ------ | ----- | ----- | ----- |
|                        | NPD                    | Marjolaine Boutin-Sweet  | 22 314 | 48,17 | 33,72 | 7 863 |
|                        | Bloc québécois         | Daniel Paillé,           | 14 451 | 31,20 | 18,53 |       |
|                        | Libéral                | Gilbert Thibodeau        | 5 064  | 10,93 | 9,74  |       |
|                        | Conservateur           | Audrey Castonguay        | 3 126  | 6,75  | 2,45  |       |
|                        | Vert                   | Yaneisy Delgado Dihigo   | 798    | 1,72  | 2,54  |       |
|                        | Rhinocéros             | Hugo Samson Veillette    | 246    | 0,53  | 0,03  |       |
|                        | Communiste             | Marianne Breton Fontaine | 180    | 0,39  | 0,01  |       |
|                        | Marxiste-léniniste     | Christine Dandenault     | 143    | 0,31  | 0,08  |       |
|                        |                        |                          |        |       |       |       |
| Votes valides          | Votes valides          | Votes valides            | 46 322 | 98,46 |       |       |
| Bulletins nuls         | Bulletins nuls         | Bulletins nuls           | 725    | 1,54  |       |       |
| Total                  | Total                  | Total                    | 47 047 | 100   |       |       |
| Abstention             | Abstention             | Abstention               | 33 468 | 41,57 |       |       |
| Inscrits/Participation | Inscrits/Participation | Inscrits/Participation   | 80 515 | 58,43 |       |       |

| Parti                  | Parti                  | Candidat                    | Votes  | %     | +/-   | Maj.  |
| ---------------------- | ---------------------- | --------------------------- | ------ | ----- | ----- | ----- |
|                        | NPD                    | Paulina Ayala               | 17 545 | 36,37 | 26,26 | 2 904 |
|                        | Libéral                | Pablo Rodriguez             | 14 641 | 30,35 | 13,32 |       |
|                        | Bloc québécois         | Martin Laroche              | 8 935  | 18,52 | 9,60  |       |
|                        | Conservateur           | Gérard Labelle              | 5 992  | 12,42 | 2,88  |       |
|                        | Vert                   | Gaëtan Bérard               | 770    | 1,60  | 1,20  |       |
|                        | Rhinocéros             | Valery Chèvrefils-Latulippe | 181    | 0,38  | Nv.   |       |
|                        | Marxiste-léniniste     | Jean-Paul Bédard            | 170    | 0,35  | Abs.  |       |
|                        |                        |                             |        |       |       |       |
| Votes valides          | Votes valides          | Votes valides               | 48 234 | 98,73 |       |       |
| Bulletins nuls         | Bulletins nuls         | Bulletins nuls              | 622    | 1,27  |       |       |
| Total                  | Total                  | Total                       | 48 856 | 100   |       |       |
| Abstention             | Abstention             | Abstention                  | 32 880 | 40,23 |       |       |
| Inscrits/Participation | Inscrits/Participation | Inscrits/Participation      | 81 736 | 59,77 |       |       |

| Parti                  | Parti                  | Candidat               | Votes  | %     | +/-   | Maj.  |
| ---------------------- | ---------------------- | ---------------------- | ------ | ----- | ----- | ----- |
|                        | NPD                    | Ève Péclet             | 23 033 | 48,34 | 35,44 | 7 558 |
|                        | Bloc québécois         | Ginette Beaudry        | 15 475 | 32,48 | 23,61 |       |
|                        | Libéral                | Olivier L. Coulombe    | 4 369  | 9,17  | 6,82  |       |
|                        | Conservateur           | Mathieu Drolet         | 3 664  | 7,69  | 3,49  |       |
|                        | Vert                   | David J. Cox           | 898    | 1,88  | 1,01  |       |
|                        | Marxiste-léniniste     | Claude Brunelle        | 213    | 0,45  | 0,07  |       |
|                        |                        |                        |        |       |       |       |
| Votes valides          | Votes valides          | Votes valides          | 47 652 | 98,32 |       |       |
| Bulletins nuls         | Bulletins nuls         | Bulletins nuls         | 813    | 1,68  |       |       |
| Total                  | Total                  | Total                  | 48 465 | 100   |       |       |
| Abstention             | Abstention             | Abstention             | 31 736 | 39,57 |       |       |
| Inscrits/Participation | Inscrits/Participation | Inscrits/Participation | 80 201 | 60,43 |       |       |

| Parti                  | Parti                  | Candidat               | Votes  | %     | +/-   | Maj.  |
| ---------------------- | ---------------------- | ---------------------- | ------ | ----- | ----- | ----- |
|                        | NPD                    | Hélène Laverdière      | 23 373 | 46,64 | 29,53 | 5 382 |
|                        | Bloc québécois         | Gilles Duceppe         | 17 991 | 35,90 | 14,34 |       |
|                        | Libéral                | Philippe Allard        | 4 976  | 9,93  | 8,41  |       |
|                        | Conservateur           | Charles K. Langford    | 1 764  | 3,52  | 1,32  |       |
|                        | Vert                   | Olivier Adam           | 1 324  | 2,64  | 5,28  |       |
|                        | Rhinocéros             | François Yo Gourd      | 398    | 0,79  | 0,14  |       |
|                        | Communiste             | Sylvain Archambault    | 137    | 0,27  | 0,09  |       |
|                        | Marxiste-léniniste     | Serge Lachapelle       | 77     | 0,15  | 0,10  |       |
|                        | Indépendant            | Dimitri Mourkes        | 73     | 0,15  | N/A   |       |
|                        |                        |                        |        |       |       |       |
| Votes valides          | Votes valides          | Votes valides          | 50 113 | 99,07 |       |       |
| Bulletins nuls         | Bulletins nuls         | Bulletins nuls         | 471    | 0,93  |       |       |
| Total                  | Total                  | Total                  | 50 584 | 100   |       |       |
| Abstention             | Abstention             | Abstention             | 29 188 | 36,59 |       |       |
| Inscrits/Participation | Inscrits/Participation | Inscrits/Participation | 79 772 | 63,41 |       |       |

| Parti                  | Parti                  | Candidat               | Votes  | %     | +/-   | Maj.  |
| ---------------------- | ---------------------- | ---------------------- | ------ | ----- | ----- | ----- |
|                        | Libéral                | Justin Trudeau         | 16 429 | 38,41 | 3,06  | 4 327 |
|                        | NPD                    | Marcos Radhames Tejada | 12 102 | 28,29 | 19,55 |       |
|                        | Bloc québécois         | Vivian Barbot          | 11 091 | 25,93 | 12,76 |       |
|                        | Conservateur           | Shama Chopra           | 2 021  | 4,73  | 2,90  |       |
|                        | Vert                   | Danny Polifroni        | 806    | 1,88  | 0,96  |       |
|                        | Marxiste-léniniste     | Peter Macrisopoulos    | 228    | 0,53  | Abs.  |       |
|                        | Indépendant            | Joseph Young           | 95     | 0,22  | N/A   |       |
|                        |                        |                        |        |       |       |       |
| Votes valides          | Votes valides          | Votes valides          | 42 772 | 98,71 |       |       |
| Bulletins nuls         | Bulletins nuls         | Bulletins nuls         | 558    | 1,29  |       |       |
| Total                  | Total                  | Total                  | 43 330 | 100   |       |       |
| Abstention             | Abstention             | Abstention             | 27 643 | 38,95 |       |       |
| Inscrits/Participation | Inscrits/Participation | Inscrits/Participation | 70 973 | 61,05 |       |       |

| Parti                  | Parti                  | Candidat                | Votes  | %     | +/-   | Maj.  |
| ---------------------- | ---------------------- | ----------------------- | ------ | ----- | ----- | ----- |
|                        | NPD                    | Alexandre Boulerice     | 27 484 | 51,00 | 34,74 | 9 782 |
|                        | Bloc québécois         | Bernard Bigras          | 17 702 | 32,85 | 19,15 |       |
|                        | Libéral                | Kettly Beauregard       | 4 920  | 9,13  | 9,54  |       |
|                        | Conservateur           | Sébastien Forté         | 2 328  | 4,32  | 3,07  |       |
|                        | Vert                   | Sameer Muldeen          | 899    | 1,67  | 2,92  |       |
|                        | Rhinocéros             | Jean-Patrick Berthiaume | 417    | 0,77  | 0,16  |       |
|                        | Marxiste-léniniste     | Stéphane Chénier        | 140    | 0,26  | 0,06  |       |
|                        |                        |                         |        |       |       |       |
| Votes valides          | Votes valides          | Votes valides           | 53 890 | 98,92 |       |       |
| Bulletins nuls         | Bulletins nuls         | Bulletins nuls          | 589    | 1,08  |       |       |
| Total                  | Total                  | Total                   | 54 479 | 100   |       |       |
| Abstention             | Abstention             | Abstention              | 27 482 | 33,53 |       |       |
| Inscrits/Participation | Inscrits/Participation | Inscrits/Participation  | 81 961 | 66,47 |       |       |

| Parti                  | Parti                  | Candidat               | Votes  | %     | +/-   | Maj.  |
| ---------------------- | ---------------------- | ---------------------- | ------ | ----- | ----- | ----- |
|                        | Libéral                | Massimo Pacetti        | 15 430 | 42,44 | 14,82 | 3 620 |
|                        | NPD                    | Roberta Peressini      | 11 720 | 32,24 | 21,56 |       |
|                        | Conservateur           | Riccardo De Ioris      | 4 991  | 13,73 | 1,15  |       |
|                        | Bloc québécois         | Alain Bernier          | 3 396  | 9,34  | 4,27  |       |
|                        | Vert                   | Michael Di Pardo       | 657    | 1,81  | 1,00  |       |
|                        | Marxiste-léniniste     | Garnet Colly           | 162    | 0,45  | 0,01  |       |
|                        |                        |                        |        |       |       |       |
| Votes valides          | Votes valides          | Votes valides          | 36 356 | 98,18 |       |       |
| Bulletins nuls         | Bulletins nuls         | Bulletins nuls         | 674    | 1,82  |       |       |
| Total                  | Total                  | Total                  | 37 030 | 100   |       |       |
| Abstention             | Abstention             | Abstention             | 34 969 | 48,57 |       |       |
| Inscrits/Participation | Inscrits/Participation | Inscrits/Participation | 71 999 | 51,43 |       |       |

| Parti                  | Parti                  | Voix    | %     | +/-   | Sièges | +/-           |
| ---------------------- | ---------------------- | ------- | ----- | ----- | ------ | ------------- |
|                        | NPD                    | 164 041 | 39,99 | 27,90 | 5      | 5             |
|                        | Bloc québécois         | 110 054 | 26,83 | 13,33 | 1      | 4             |
|                        | Libéral                | 94 466  | 23,03 | 9,82  | 3      | 1             |
|                        | Conservateur           | 31 010  | 7,56  | 2,78  | 0      | en stagnation |
|                        | Vert                   | 7 385   | 1,80  | 1,99  | 0      | en stagnation |
|                        | Rhinocéros             | 1 541   | 0,38  | 0,07  | 0      | en stagnation |
|                        | Marxiste-léniniste     | 1 254   | 0,31  | 0,08  | 0      | en stagnation |
|                        | Communiste             | 317     | 0,08  | 0,01  | 0      | en stagnation |
|                        | Indépendant            | 168     | 0,04  | 0,10  | 0      | en stagnation |
|                        |                        |         |       |       |        |               |
| Suffrages exprimés     | Suffrages exprimés     | 410 236 | 98,64 |       |        |               |
| Votes blancs et nuls   | Votes blancs et nuls   | 5 653   | 1,36  |       |        |               |
| Total                  | Total                  | 415 889 | 100   | -     | 9      | en stagnation |
| Abstention             | Abstention             | 274 729 | 39,78 |       |        |               |
| Inscrits/Participation | Inscrits/Participation | 690 618 | 60,22 |       |        |               |

| Parti                  | Parti                  | Candidat               | Votes  | %     | +/-   | Maj.   |
| ---------------------- | ---------------------- | ---------------------- | ------ | ----- | ----- | ------ |
|                        | NPD                    | Tyrone Benskin         | 23 293 | 44,66 | 28,85 | 10 658 |
|                        | Bloc québécois         | Thierry St-Cyr         | 12 635 | 24,22 | 10,95 |        |
|                        | Libéral                | Mark Bruneau           | 10 054 | 19,28 | 12,48 |        |
|                        | Conservateur           | Pierre Lafontaine      | 4 678  | 8,97  | 2,30  |        |
|                        | Vert                   | Richard Noël           | 1 377  | 2,64  | 2,17  |        |
|                        | Marxiste-léniniste     | Eileen Studd           | 121    | 0,23  | Abs.  |        |
|                        |                        |                        |        |       |       |        |
| Votes valides          | Votes valides          | Votes valides          | 52 158 | 98,79 |       |        |
| Bulletins nuls         | Bulletins nuls         | Bulletins nuls         | 637    | 1,21  |       |        |
| Total                  | Total                  | Total                  | 52 795 | 100   |       |        |
| Abstention             | Abstention             | Abstention             | 36 570 | 40,92 |       |        |
| Inscrits/Participation | Inscrits/Participation | Inscrits/Participation | 89 365 | 59,08 |       |        |

| Parti                  | Parti                  | Candidat               | Votes  | %     | +/-   | Maj.  |
| ---------------------- | ---------------------- | ---------------------- | ------ | ----- | ----- | ----- |
|                        | Libéral                | Francis Scarpaleggia   | 18 457 | 34,11 | 12,28 | 2 204 |
|                        | NPD                    | Alain Ackad            | 16 253 | 30,04 | 14,27 |       |
|                        | Conservateur           | Larry Smith            | 15 394 | 28,45 | 4,94  |       |
|                        | Vert                   | Bruno Tremblay         | 2 315  | 4,28  | 4,31  |       |
|                        | Bloc québécois         | Éric Taillefer         | 1 689  | 3,12  | 2,63  |       |
|                        |                        |                        |        |       |       |       |
| Votes valides          | Votes valides          | Votes valides          | 54 108 | 99,47 |       |       |
| Bulletins nuls         | Bulletins nuls         | Bulletins nuls         | 287    | 0,53  |       |       |
| Total                  | Total                  | Total                  | 54 395 | 100   |       |       |
| Abstention             | Abstention             | Abstention             | 28 147 | 34,10 |       |       |
| Inscrits/Participation | Inscrits/Participation | Inscrits/Participation | 82 542 | 65,90 |       |       |

| Parti                  | Parti                  | Candidat                 | Votes  | %     | +/-   | Maj.  |
| ---------------------- | ---------------------- | ------------------------ | ------ | ----- | ----- | ----- |
|                        | NPD                    | Hélène LeBlanc           | 17 691 | 42,15 | 28,90 | 6 519 |
|                        | Libéral                | Lise Zarac               | 11 172 | 26,62 | 13,98 |       |
|                        | Bloc québécois         | Carl Dubois              | 6 151  | 14,66 | 9,81  |       |
|                        | Conservateur           | Chang-Tao Jimmy Yu       | 5 516  | 13,14 | 2,89  |       |
|                        | Vert                   | Lorraine Banville        | 946    | 2,25  | 1,47  |       |
|                        | Marxiste-léniniste     | Yves Le Seigle           | 288    | 0,69  | 0,35  |       |
|                        | Rhinocéros             | Guillaume Berger-Richard | 208    | 0,50  | Nv.   |       |
|                        |                        |                          |        |       |       |       |
| Votes valides          | Votes valides          | Votes valides            | 41 972 | 98,64 |       |       |
| Bulletins nuls         | Bulletins nuls         | Bulletins nuls           | 578    | 1,36  |       |       |
| Total                  | Total                  | Total                    | 42 550 | 100   |       |       |
| Abstention             | Abstention             | Abstention               | 32 205 | 43,08 |       |       |
| Inscrits/Participation | Inscrits/Participation | Inscrits/Participation   | 74 755 | 56,92 |       |       |

| Parti                  | Parti                  | Candidat               | Votes  | %     | +/-   | Maj.  |
| ---------------------- | ---------------------- | ---------------------- | ------ | ----- | ----- | ----- |
|                        | Libéral                | Irwin Cotler           | 16 151 | 41,41 | 14,24 | 2 260 |
|                        | Conservateur           | Saulie Zajdel          | 13 891 | 35,61 | 8,28  |       |
|                        | NPD                    | Jeff Itcush            | 6 963  | 17,85 | 10,13 |       |
|                        | Bloc québécois         | Gabriel Dumais         | 1 136  | 2,91  | 1,45  |       |
|                        | Vert                   | Brian Sarwer-Foner     | 683    | 1,75  | 2,67  |       |
|                        | Marxiste-léniniste     | Diane Johnston         | 109    | 0,28  | 0,01  |       |
|                        | Indépendant            | Abraham Weizfeld       | 74     | 0,19  | N/A   |       |
|                        |                        |                        |        |       |       |       |
| Votes valides          | Votes valides          | Votes valides          | 39 007 | 99,21 |       |       |
| Bulletins nuls         | Bulletins nuls         | Bulletins nuls         | 312    | 0,79  |       |       |
| Total                  | Total                  | Total                  | 39 319 | 100   |       |       |
| Abstention             | Abstention             | Abstention             | 29 237 | 42,65 |       |       |
| Inscrits/Participation | Inscrits/Participation | Inscrits/Participation | 68 556 | 57,35 |       |       |

| Parti                  | Parti                  | Candidat                    | Votes  | %     | +/-   | Maj.  |
| ---------------------- | ---------------------- | --------------------------- | ------ | ----- | ----- | ----- |
|                        | NPD                    | Isabelle Morin              | 17 943 | 39,73 | 24,57 | 3 536 |
|                        | Libéral                | Marlene Jennings            | 14 407 | 31,90 | 12,72 |       |
|                        | Conservateur           | Matthew Conway              | 6 574  | 14,56 | 1,66  |       |
|                        | Bloc québécois         | Gabrielle Ladouceur-Despins | 3 983  | 8,82  | 7,07  |       |
|                        | Vert                   | Jessica Gal                 | 1 914  | 4,24  | 3,47  |       |
|                        | Indépendant            | David Andrew Lovett         | 207    | 0,46  | N/A   |       |
|                        | Marxiste-léniniste     | Rachel Hoffman              | 131    | 0,29  | 0,11  |       |
|                        |                        |                             |        |       |       |       |
| Votes valides          | Votes valides          | Votes valides               | 45 159 | 98,98 |       |       |
| Bulletins nuls         | Bulletins nuls         | Bulletins nuls              | 464    | 1,02  |       |       |
| Total                  | Total                  | Total                       | 45 623 | 100   |       |       |
| Abstention             | Abstention             | Abstention                  | 32 354 | 41,49 |       |       |
| Inscrits/Participation | Inscrits/Participation | Inscrits/Participation      | 77 977 | 58,51 |       |       |

| Parti                  | Parti                  | Candidat               | Votes  | %     | +/-   | Maj.   |
| ---------------------- | ---------------------- | ---------------------- | ------ | ----- | ----- | ------ |
|                        | NPD                    | Thomas Mulcair         | 21 906 | 56,37 | 16,84 | 12 702 |
|                        | Libéral                | Martin Cauchon         | 9 204  | 23,69 | 9,39  |        |
|                        | Conservateur           | Rodolphe Husny         | 3 408  | 8,77  | 1,76  |        |
|                        | Bloc québécois         | Élise Daoust           | 3 199  | 8,23  | 4,32  |        |
|                        | Vert                   | François Pilon         | 838    | 2,16  | 2,15  |        |
|                        | Rhinocéros             | Tommy Gaudet           | 160    | 0,41  | Nv.   |        |
|                        | Communiste             | Johan Boyden           | 143    | 0,37  | Abs.  |        |
|                        |                        |                        |        |       |       |        |
| Votes valides          | Votes valides          | Votes valides          | 38 858 | 99,26 |       |        |
| Bulletins nuls         | Bulletins nuls         | Bulletins nuls         | 291    | 0,74  |       |        |
| Total                  | Total                  | Total                  | 39 149 | 100   |       |        |
| Abstention             | Abstention             | Abstention             | 26 424 | 40,30 |       |        |
| Inscrits/Participation | Inscrits/Participation | Inscrits/Participation | 65 573 | 59,70 |       |        |

| Parti                  | Parti                  | Candidat                  | Votes  | %     | +/-   | Maj.  |
| ---------------------- | ---------------------- | ------------------------- | ------ | ----- | ----- | ----- |
|                        | NPD                    | Lysane Blanchette-Lamothe | 16 390 | 34,13 | 23,58 | 1 758 |
|                        | Libéral                | Bernard Patry             | 14 632 | 30,47 | 16,47 |       |
|                        | Conservateur           | Agop Evereklian           | 12 901 | 26,86 | 1,03  |       |
|                        | Bloc québécois         | Nicolas Jolicoeur         | 2 392  | 4,98  | 4,55  |       |
|                        | Vert                   | Jonathan Lumer            | 1 710  | 3,56  | 3,35  |       |
|                        |                        |                           |        |       |       |       |
| Votes valides          | Votes valides          | Votes valides             | 48 025 | 99,29 |       |       |
| Bulletins nuls         | Bulletins nuls         | Bulletins nuls            | 343    | 0,71  |       |       |
| Total                  | Total                  | Total                     | 48 368 | 100   |       |       |
| Abstention             | Abstention             | Abstention                | 33 399 | 40,85 |       |       |
| Inscrits/Participation | Inscrits/Participation | Inscrits/Participation    | 81 767 | 59,15 |       |       |

| Parti                  | Parti                  | Candidat               | Votes  | %     | +/-   | Maj.  |
| ---------------------- | ---------------------- | ---------------------- | ------ | ----- | ----- | ----- |
|                        | Libéral                | Stéphane Dion          | 17 726 | 43,43 | 18,29 | 5 778 |
|                        | NPD                    | Maria Ximena Florez    | 11 948 | 29,28 | 20,29 |       |
|                        | Conservateur           | Svetlana Litvin        | 7 124  | 17,46 | 0,25  |       |
|                        | Bloc québécois         | William Fayad          | 2 981  | 7,30  | 4,04  |       |
|                        | Vert                   | Tim Landry             | 857    | 2,10  | Abs.  |       |
|                        | Marxiste-léniniste     | Fernand Deschamps      | 176    | 0,43  | 0,31  |       |
|                        |                        |                        |        |       |       |       |
| Votes valides          | Votes valides          | Votes valides          | 40 812 | 99,17 |       |       |
| Bulletins nuls         | Bulletins nuls         | Bulletins nuls         | 343    | 0,83  |       |       |
| Total                  | Total                  | Total                  | 41 155 | 100   |       |       |
| Abstention             | Abstention             | Abstention             | 37 715 | 47,82 |       |       |
| Inscrits/Participation | Inscrits/Participation | Inscrits/Participation | 78 870 | 52,18 |       |       |

| Parti                  | Parti                  | Candidat               | Votes  | %     | +/-   | Maj. |
| ---------------------- | ---------------------- | ---------------------- | ------ | ----- | ----- | ---- |
|                        | Libéral                | Marc Garneau           | 15 346 | 37,18 | 9,29  | 642  |
|                        | NPD                    | Joanne Corbeil         | 14 704 | 35,62 | 12,69 |      |
|                        | Conservateur           | Neil Drabkin           | 7 218  | 17,49 | 1,68  |      |
|                        | Bloc québécois         | Véronique Roy          | 2 278  | 5,52  | 1,74  |      |
|                        | Vert                   | Andrew Carkner         | 1 516  | 3,67  | 3,37  |      |
|                        | Rhinocéros             | Victoria Haliburton    | 140    | 0,34  | 0,18  |      |
|                        | Communiste             | Bill Sloan             | 73     | 0,18  | 0,09  |      |
|                        |                        |                        |        |       |       |      |
| Votes valides          | Votes valides          | Votes valides          | 41 275 | 99,60 |       |      |
| Bulletins nuls         | Bulletins nuls         | Bulletins nuls         | 165    | 0,40  |       |      |
| Total                  | Total                  | Total                  | 41 440 | 100   |       |      |
| Abstention             | Abstention             | Abstention             | 36 216 | 46,64 |       |      |
| Inscrits/Participation | Inscrits/Participation | Inscrits/Participation | 77 656 | 53,36 |       |      |

| Parti                  | Parti                  | Voix    | %     | +/-   | Sièges | +/-           |
| ---------------------- | ---------------------- | ------- | ----- | ----- | ------ | ------------- |
|                        | NPD                    | 147 091 | 36,65 | 20,34 | 5      | 4             |
|                        | Libéral                | 127 149 | 31,68 | 13,30 | 4      | 3             |
|                        | Conservateur           | 76 704  | 19,11 | 0,86  | 0      | en stagnation |
|                        | Bloc québécois         | 36 444  | 9,08  | 5,35  | 0      | 1             |
|                        | Vert                   | 12 156  | 3,03  | 2,38  | 0      | en stagnation |
|                        | Marxiste-léniniste     | 825     | 0,21  | 0,02  | 0      | en stagnation |
|                        | Rhinocéros             | 508     | 0,13  | 0,11  | 0      | en stagnation |
|                        | Communiste             | 216     | 0,05  | 0,02  | 0      | en stagnation |
|                        | Indépendant            | 281     | 0,07  | 0,27  | 0      | en stagnation |
|                        |                        |         |       |       |        |               |
| Suffrages exprimés     | Suffrages exprimés     | 401 374 | 99,16 |       |        |               |
| Votes blancs et nuls   | Votes blancs et nuls   | 3 420   | 0,84  |       |        |               |
| Total                  | Total                  | 404 794 | 100   | -     | 9      | en stagnation |
| Abstention             | Abstention             | 292 267 | 41,93 |       |        |               |
| Inscrits/Participation | Inscrits/Participation | 697 061 | 58,07 |       |        |               |

### Outaouais
| Parti                  | Parti                  | Candidat                 | Votes  | %     | +/-   | Maj.  |
| ---------------------- | ---------------------- | ------------------------ | ------ | ----- | ----- | ----- |
|                        | NPD                    | Mylène Freeman           | 25 802 | 44,27 | 31,87 | 8 922 |
|                        | Bloc québécois         | Mario Laframboise        | 16 880 | 28,96 | 19,14 |       |
|                        | Libéral                | Daniel Fox               | 7 135  | 12,24 | 5,91  |       |
|                        | Conservateur           | Yvan Patry               | 6 497  | 11,15 | 6,28  |       |
|                        | Vert                   | Stephen Matthews         | 1 506  | 2,58  | 1,16  |       |
|                        | Indépendant            | Michel Daniel Guibord    | 342    | 0,59  | N/A   |       |
|                        | Marxiste-léniniste     | Christian-Simon Ferlatte | 117    | 0,20  | 0,02  |       |
|                        |                        |                          |        |       |       |       |
| Votes valides          | Votes valides          | Votes valides            | 58 279 | 98,69 |       |       |
| Bulletins nuls         | Bulletins nuls         | Bulletins nuls           | 776    | 1,31  |       |       |
| Total                  | Total                  | Total                    | 59 055 | 100   |       |       |
| Abstention             | Abstention             | Abstention               | 37 668 | 38,94 |       |       |
| Inscrits/Participation | Inscrits/Participation | Inscrits/Participation   | 96 723 | 61,06 |       |       |

| Parti                  | Parti                  | Candidat               | Votes  | %     | +/-   | Maj.   |
| ---------------------- | ---------------------- | ---------------------- | ------ | ----- | ----- | ------ |
|                        | NPD                    | Françoise Boivin       | 35 262 | 61,83 | 35,70 | 26 643 |
|                        | Bloc québécois         | Richard Nadeau         | 8 619  | 15,11 | 14,04 |        |
|                        | Libéral                | Steve MacKinnon        | 7 975  | 13,98 | 11,34 |        |
|                        | Conservateur           | Jennifer Gearey        | 4 532  | 7,95  | 8,87  |        |
|                        | Vert                   | Jonathan Meijer        | 639    | 1,12  | 1,46  |        |
|                        |                        |                        |        |       |       |        |
| Votes valides          | Votes valides          | Votes valides          | 57 027 | 99,36 |       |        |
| Bulletins nuls         | Bulletins nuls         | Bulletins nuls         | 365    | 0,64  |       |        |
| Total                  | Total                  | Total                  | 57 392 | 100   |       |        |
| Abstention             | Abstention             | Abstention             | 32 145 | 35,90 |       |        |
| Inscrits/Participation | Inscrits/Participation | Inscrits/Participation | 89 537 | 64,10 |       |        |

| Parti                  | Parti                  | Candidat               | Votes  | %     | +/-   | Maj.   |
| ---------------------- | ---------------------- | ---------------------- | ------ | ----- | ----- | ------ |
|                        | NPD                    | Nycole Turmel          | 35 194 | 59,20 | 39,37 | 23 143 |
|                        | Libéral                | Marcel Proulx          | 12 051 | 20,27 | 17,18 |        |
|                        | Conservateur           | Nancy Brassard-Fortin  | 6 058  | 10,19 | 4,97  |        |
|                        | Bloc québécois         | Dino Lemay             | 5 019  | 8,44  | 13,61 |        |
|                        | Vert                   | Roger Fleury           | 1 125  | 1,89  | 3,39  |        |
|                        |                        |                        |        |       |       |        |
| Votes valides          | Votes valides          | Votes valides          | 59 447 | 99,41 |       |        |
| Bulletins nuls         | Bulletins nuls         | Bulletins nuls         | 355    | 0,59  |       |        |
| Total                  | Total                  | Total                  | 59 802 | 100   |       |        |
| Abstention             | Abstention             | Abstention             | 32 156 | 34,97 |       |        |
| Inscrits/Participation | Inscrits/Participation | Inscrits/Participation | 91 958 | 65,03 |       |        |

| Parti                  | Parti                  | Candidat               | Votes  | %     | +/-   | Maj.  |
| ---------------------- | ---------------------- | ---------------------- | ------ | ----- | ----- | ----- |
|                        | NPD                    | Mathieu Ravignat       | 22 376 | 45,71 | 30,28 | 7 935 |
|                        | Conservateur           | Lawrence Cannon        | 14 441 | 29,50 | 3,21  |       |
|                        | Libéral                | Cindy Duncan McMillan  | 6 242  | 12,75 | 11,50 |       |
|                        | Bloc québécois         | Maude Tremblay         | 4 917  | 10,05 | 12,29 |       |
|                        | Vert                   | Louis-Philippe Mayrand | 849    | 1,73  | 3,28  |       |
|                        | Marxiste-léniniste     | Benoit Legros          | 124    | 0,25  | 0,01  |       |
|                        |                        |                        |        |       |       |       |
| Votes valides          | Votes valides          | Votes valides          | 48 949 | 99,16 |       |       |
| Bulletins nuls         | Bulletins nuls         | Bulletins nuls         | 413    | 0,84  |       |       |
| Total                  | Total                  | Total                  | 49 362 | 100   |       |       |
| Abstention             | Abstention             | Abstention             | 33 308 | 40,29 |       |       |
| Inscrits/Participation | Inscrits/Participation | Inscrits/Participation | 82 670 | 59,71 |       |       |

### Saguenay—Lac-Saint-Jean

#### Chicoutimi—Le Fjord
| Parti                  | Parti                  | Candidat                        | Votes  | %     | +/-   | Maj.  |
| ---------------------- | ---------------------- | ------------------------------- | ------ | ----- | ----- | ----- |
|                        | NPD                    | Dany Morin                      | 19 430 | 38,13 | 30,30 | 4 755 |
|                        | Bloc québécois         | Robert Bouchard                 | 14 675 | 28,80 | 12,51 |       |
|                        | Conservateur           | Carol Néron                     | 12 881 | 25,28 | 9,63  |       |
|                        | Libéral                | Marc Pettersen                  | 2 852  | 5,60  | 7,85  |       |
|                        | Vert                   | Charles-Olivier Bolduc-Tremblay | 780    | 1,53  | 0,97  |       |
|                        | Rhinocéros             | Marielle Couture                | 340    | 0,67  | Nv.   |       |
|                        |                        |                                 |        |       |       |       |
| Votes valides          | Votes valides          | Votes valides                   | 50 958 | 98,69 |       |       |
| Bulletins nuls         | Bulletins nuls         | Bulletins nuls                  | 678    | 1,31  |       |       |
| Total                  | Total                  | Total                           | 51 636 | 100   |       |       |
| Abstention             | Abstention             | Abstention                      | 27 733 | 34,94 |       |       |
| Inscrits/Participation | Inscrits/Participation | Inscrits/Participation          | 79 369 | 65,06 |       |       |

#### Jonquière—Alma
| Parti                  | Parti                  | Candidat               | Votes  | %     | +/-   | Maj.  |
| ---------------------- | ---------------------- | ---------------------- | ------ | ----- | ----- | ----- |
|                        | NPD                    | Claude Patry           | 22 900 | 43,44 | 38,56 | 4 331 |
|                        | Conservateur           | Jean-Pierre Blackburn  | 18 569 | 35,22 | 17,26 |       |
|                        | Bloc québécois         | Pierre Forest          | 9 554  | 18,12 | 19,38 |       |
|                        | Libéral                | Claude Ringuette       | 1 043  | 1,98  | 3,17  |       |
|                        | Vert                   | France Bergeron        | 652    | 1,24  | Abs.  |       |
|                        |                        |                        |        |       |       |       |
| Votes valides          | Votes valides          | Votes valides          | 52 718 | 98,83 |       |       |
| Bulletins nuls         | Bulletins nuls         | Bulletins nuls         | 624    | 1,17  |       |       |
| Total                  | Total                  | Total                  | 53 342 | 100   |       |       |
| Abstention             | Abstention             | Abstention             | 27 756 | 34,23 |       |       |
| Inscrits/Participation | Inscrits/Participation | Inscrits/Participation | 81 098 | 65,77 |       |       |

#### Roberval—Lac-Saint-Jean
| Parti                  | Parti                  | Candidat               | Votes  | %     | +/-   | Maj.  |
| ---------------------- | ---------------------- | ---------------------- | ------ | ----- | ----- | ----- |
|                        | Conservateur           | Denis Lebel            | 18 438 | 45,68 | 2,14  | 7 256 |
|                        | NPD                    | Yvon Guay              | 11 182 | 27,70 | 22,99 |       |
|                        | Bloc québécois         | Claude Pilote          | 8 577  | 21,25 | 18,40 |       |
|                        | Libéral                | Bernard Garneau        | 1 615  | 4,00  | 6,09  |       |
|                        | Vert                   | Steeve Simard          | 553    | 1,37  | 0,63  |       |
|                        |                        |                        |        |       |       |       |
| Votes valides          | Votes valides          | Votes valides          | 40 365 | 98,79 |       |       |
| Bulletins nuls         | Bulletins nuls         | Bulletins nuls         | 494    | 1,21  |       |       |
| Total                  | Total                  | Total                  | 40 859 | 100   |       |       |
| Abstention             | Abstention             | Abstention             | 22 786 | 35,80 |       |       |
| Inscrits/Participation | Inscrits/Participation | Inscrits/Participation | 63 645 | 64,20 |       |       |